# Santa Maria sopra Minerva (Rom)
Koordinaten: 41° 53′ 52,9″ N, 12° 28′ 41,5″ O
Santa Maria sopra Minerva (lateinisch Basilica Sanctae Mariae supra Minervam), vollständig Basilica di Santa Maria sopra Minerva, ist der einzig bedeutende Kirchenbau Roms aus der Zeit der Gotik und eine der Hauptkirchen des Dominikanerordens. Seit 1566 ist die Basilica minor eine Titelkirche der römisch-katholischen Kirche. Sie befindet sich an der Piazza della Minerva im Rione Pigna, einem historischen Zentrum Roms, dem Marsfeld südöstlich des Pantheons. Südlich grenzt die Straße Via di S. Caterina da Siena an, benannt nach der Heiligen Katharina von Siena, deren Grab sich unter dem Hauptaltar der Kirche befindet. Die Kirche wurde über den Ruinen der Saepta Julia und in der Nähe eines römischen Minerva-Tempels errichtet, daher der Name (italienisch sopra, lateinisch supra „über“).
Unter Papst Nikolaus III. begann ca. 1280 die Entstehungsgeschichte des heute existierenden Kirchenbaus, der innen endgültig 1453 und die Fassade 1725 unter Papst Benedikt XIII. fertig gestellt wurde. Umbauten im Barock und im 19. Jahrhundert verliehen der Kirche ihr heutiges Aussehen. Sie ist Grabeskirche der Päpste Leo X., Clemens VII., Paul IV., Benedikt XIII. und Urban VII., zahlreicher Kardinäle sowie Künstler. Ferner ist Santa Maria sopra Minerva bekannt durch eine Vielzahl von Kunstwerken, unter anderen von Michelangelo, Filippino Lippi, Andrea Bregno und Gian Lorenzo Bernini. Die Kirche war Schauplatz von zwei Papstkonklaven und wichtiger Inquisitionsverfahren, so etwa die Prozesse gegen Galileo Galilei, Luigi Pasquali, Giordano Bruno, Miguel de Molinos und Giovanni Mollio.
Die Kirche und das angrenzende Kloster dienten dem Dominikanerorden lange Zeit als Generalkurie.

## Geschichte

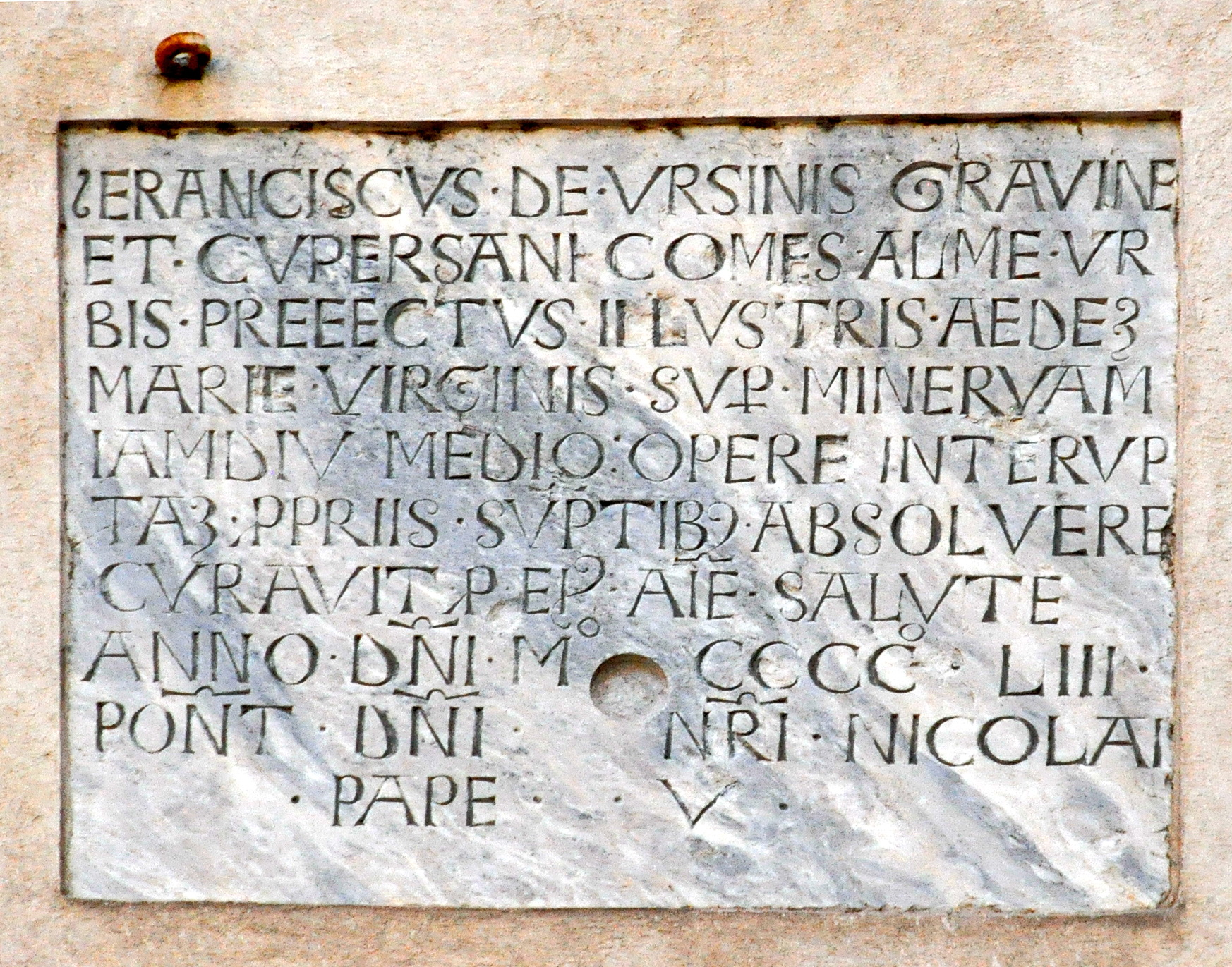
Inschrift an der Kirchenfassade

### Historische Topografie

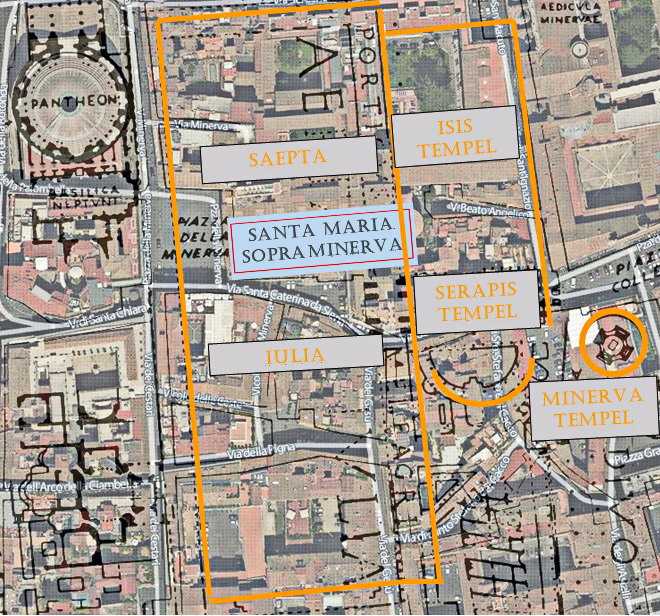
Topographie augusteische Zeit

Zu Beginn der römischen Kaiserzeit befand sich an der Stelle der heutigen Kirche und ehemaligen Konvent-Gebäudes die Säulenhalle Saepta Julia. Hinter dieser lagen das Heiligtum der ägyptischen Göttin Isis, das Iseum Campense, und das Serapeum, ein dem Gott Serapis geweihter Tempel. In unmittelbarer Nähe stand der Tempel der Göttin Minerva Chalcidica, möglicherweise eine Stiftung des Feldherrn Gnaeus Pompeius Magnus, der von Kaiser Domitian neu errichtet wurde. Der Name der Göttin Minerva wurde später in den Namen der Kirche einbezogen, obwohl der Tempel tatsächlich außerhalb des Gebiets der Kirche lag. Die bis zum 16. Jahrhundert erhaltene kleine Cella im angrenzenden Konvent gehörte daher auch nicht zum Minerva-, sondern zum Isistempel. Der ägyptische Obelisk vor der Kirche im Zentrum der Piazza della Minerva wurde 1665 im Garten des Dominikaner-Klosters gefunden. Er kam wahrscheinlich im 1. Jahrhundert nach Rom und stand am Eingang des Isis-Tempels. Eine erste Kirchengründung östlich des Pantheon lässt sich im 8. Jahrhundert nachweisen.

### Geschichte
Papst Zacharias überließ um 750 den aus Konstantinopel vor den Bilderstürmern geflüchteten Basilianerinnen das Areal des Tempels der Minerva Chalcidica. Später übersiedelten sie in das benachbarte neue Kloster Monastero di Campo Marzio, behielten aber den Namen der Domäne Santa Maria sopra Minerva. Diese Zuweisung wurde 1197 von Papst Coelestin III. bestätigt.
Um 1266 erhielt der Dominikaner-Orden vom Papst die ursprünglich vorhandene kleine Kirche Santa Maria in Minervio aus dem 9. Jahrhundert zusammen mit weiteren umfangreichen Besitzungen und Grundstücken zugesprochen, die vordem den Benediktinerinnen vom Campus Martius (Marsfeld) unterstanden. Durch das Erstarken des Dominikaner-Ordens in Rom wurde neben den von Papst Honorius III. zugeteilten Niederlassungen am Aventin und an der Via Appia ein weiterer Platz nötig. Sie wünschten sich diesen näher der Stadt, um sich besser des Seelenheils der dort lebenden Bevölkerung annehmen zu können. Die Pfarr- und Besitzrechte wurden erst 1275 rechtskräftig. Der Legat Papst Gregors X. und Dominikanermönch Fra Aldobrandini Cavalcanti, verhandelte maßgeblich die endgültige Schenkung der Kirche mit allen Rechten und beendete dadurch einen andauernden Rechtsstreit. 1276 bestätigte Papst Johannes XXI. die Rechte. Der Orden benutzte die Übereignung, um unmittelbar darauf ein Kloster und ein studium conventuale zu gründen. Der Kirchenbau, in der Größe wie er heute noch besteht, erfolgte ab ca. 1280 durch Mittel des Senats der Stadt Rom und zahlreicher Spenden frommer und berühmter Persönlichkeiten aus Klerus und Bürgertum. Die endgültige Fertigstellung des Kirchenbaues dauerte bis 1453.
Er entstand im Wesentlichen in drei Bauphasen:
I. Den Bau des Querhauses veranlasste ab 1280 Papst Nikolaus III. aus der römischen Adelsfamilie der Orsini. Bis ca. 1320 waren auch der verbundene Campanile an der Nordwestseite und die fünf Kapellen fertiggestellt. Am Langhaus errichtete man an der Nord- und Südseite jeweils an das Querhaus angrenzend drei Seitenkapellen und wölbte sie ein. Das Langhaus wurde bis zum Obergaden ausgeführt. Der Neffe des Papstes Latino Malabranca Orsini war Prior des Dominikanerordens in Santa Sabina und legte 1279 in Florenz den Grundstein für Santa Maria Novella, die in Architektur und Raumproportion als Vorbild bzw. Parallelbau der Kirche in Rom gilt. Sein Grabmal befindet sich noch heute im Durchgang (23) links neben der Hauptchorkapelle von S. Maria sopra Minerva.
II. Bis ca. 1340, in der zweiten Bauphase, errichtete man das Mittelschiff, schloss die Joche mit einem offenen Dachstuhl und setzte die Fassade davor. Die mittelalterlichen Baustrukturen sind z. T. bis heute erhalten, in den unverputzten Mauerwerken oberhalb der Gewölbe sind die einzelnen Bauphasen erkennbar und voneinander abgrenzbar.
III. Zu Beginn des 15. Jahrhunderts und nach der Rückkehr der Päpste aus dem Exil in Avignon wurde das Querhaus erhöht und zusammen mit dem Langhaus neu eingewölbt. Die Maßnahmen finanzierten im Wesentlichen Kardinal Antonio Caetani, einer der reichsten Kardinäle Italiens aus dem Adelsgeschlecht der Caetani, durch eine testamentarische Verfügung, sowie der Präfekt Francesco Orsini. Gemäß der großen Inschrift an der Kirchenfassade ist der Bau 1453 unter Papst Nikolaus V. vollendet. Die Kirche muss mit prächtigen Gemälden ausgestattet gewesen sein. Ab dem 15. Jahrhundert entstanden die Anbauten für die Familienkapellen im rechten Seitenschiff, mit Ausnahme der Cappella Orsini (heute Aldobrandini (10)), die bereits im Mittelalter vorhanden war.
In der ersten Hälfte des 16. Jahrhunderts wurde die Hauptchorkapelle umgestaltet um Platz für die Grabmonumente der Medici-Päpste Leo X. und Clemens VII. zu schaffen. Da die Florentiner bis zur Fertigstellung ihrer Nationalkirche San Giovanni dei Fiorentini über keine eigene Kirche in Rom verfügten, führten die Grabstätten der beiden Medici-Päpste dazu, dass Santa Maria sopra Minerva zur Lieblingskirche der Florentiner in Rom wurde. Das erklärt auch die ungewöhnlich hohe Anzahl an Grabmälern wohlhabender florentiner Edelleute in der Kirche. Vermutlich ab der 2. Hälfte des 16. Jahrhunderts erfuhr die Kirche wesentliche Veränderungen, jedoch ist über diese Bauphase wenig bekannt, mit Ausnahme des Einbaus der barocken Fenster im Obergaden und des Querhauses. Bis ca. 1560 grenzte der Kreuzgang des Konvents direkt an die Nordwand der Basilika. Im Zuge der Neugestaltung des Kreuzganges Mitte des 16. Jahrhunderts entstanden die Kapellen im linken Seitenschiff. Zu Beginn des 17. Jahrhunderts musste der Hauptchor erneuert werden und erhielt dabei eine halbkreisförmige Apsis mit drei großen Fenstern.
Die große Restaurierung der Kirche erfolgte zwischen 1848 und 1855 unter dem Pontifikat Papst Pius IX., der sich persönlich für die Renovatio der frühchristlichen Denkmäler einsetzte. Besonders im Inneren der Kirche wurden erhebliche Veränderungen vorgenommen. Der Konvent strebte vordergründig nicht den Stil der Gotik zu erhalten an. Girolamo Bianchedi, ein Architekt aus dem Dominikanerorden, entwarf Pläne, die den Innenraum der Kirche in die mittelalterliche Kirche des 13. Jahrhunderts zurückverwandeln sollte. Bianchedi legte seine Entwürfe der Accademia di San Luca vor, die jedoch die Restaurierung im neugotischen Stil empfahl. Die ausgeführten Umbauten waren im Wesentlichen: 

• Im Hauptchor wurden das Kreuzrippengewölbe eingezogen sowie die Okuli und die Biforienfenster eingesetzt.
• Der Triumphbogen erhielt wieder einen Spitzbogen und die Vierungspfeiler wurden umgestaltet.
• Das Gewölbe des Mittelschiffs aus dem 15. Jahrhundert ergänzte man mit Rippen und Schildbögen, um den Eindruck eines gotischen Kreuzrippengewölbes zu erzeugen.
• Die barocken Fenster im Obergaden tauschte man gegen Okuli aus.
• Wegen der Feuchtigkeit und zur Anpassung an das neue Erscheinungsbild erfuhr der Fußboden eine Sanierung.
• Die Ausmalung der Kirche im neugotischen Stil sowie die Ausstattung mit Stuckmarmor waren die zuletzt vorgenommenen Arbeiten.
Am 23. August 1855 überführte man, anlässlich der Einweihung des Hauptaltars durch Papst Pius IX., die Gebeine der Hl. Katharina aus der Cappella Capranica unter den Hauptaltar.

## Architektur
Wer die Architekten und Planer der gotischen Kirche S. Maria sopra Minerva waren, lässt sich heute nicht mehr eindeutig belegen. In zahlreichen Veröffentlichungen werden die Laienbrüder Fra Ristoro da Campi und Fra Xistus, die als die Architekten der Dominikanerkirche Santa Maria Novella in Florenz gelten, genannt. Diese Theorie, Ende des 19. Jahrhunderts entstanden, ist jedoch überholt. Das Gleiche trifft, nach heutigem Forschungsstand, auf die Planung der florentinischen Kirche zu. Zweifelsfrei weisen die beiden Dominikaner-Kirchen des Mittelalters eine enge Verwandtschaft auf, doch finden sich viele Stilelemente der römischen Bautradition, die eine eigenständige Planung der Kirche belegen. Stilistische Vergleiche mit zeitgleicher Architektur für die Mendikantenorden in der Toskana und Umbrien lassen Rückschlüsse in der Planung und Konzeption auf mögliche beteiligte Persönlichkeiten sowie Kunst- und Architekturformen zu, die die gotische Kirche S. Maria sopra Minerva in ihrer Einzigartigkeit prägten. Festgestellt werden kann, dass diese für Rom neue Form der Präsentation für den aufstrebenden Bettelorden der Dominikaner bewusst Programm war, um sich von dem Franziskanerorden, der die Kirche Santa Maria in Aracoeli noch ganz in der Tradition der frühchristlichen Basilika erbauen ließ, abzugrenzen.

### Bauformen

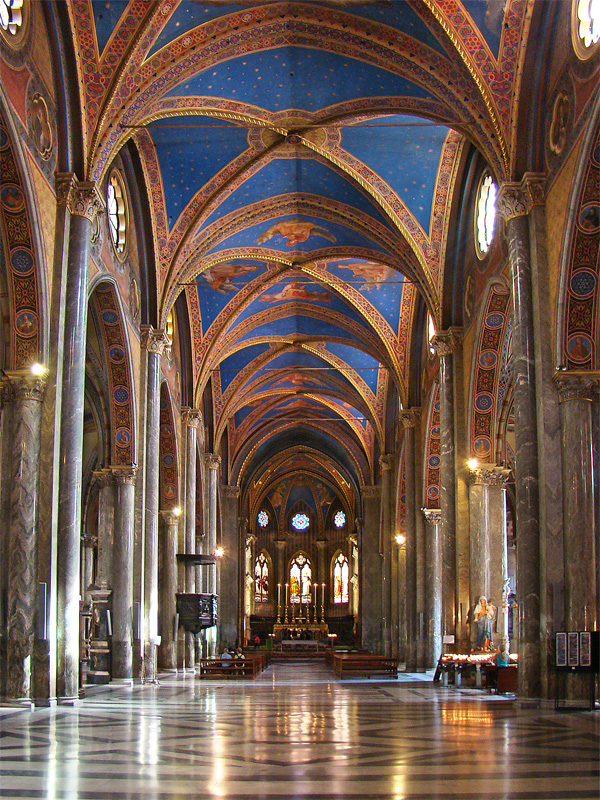
Das Hauptschiff

Der der Kirche zugrundeliegende Typus ist, wie in S. Maria Novella in Florenz, eine dreischiffige, kreuzgratgewölbte Basilika mit einem ausladenden Querhaus. Der großzügige, hallenartige Raumeindruck wird wesentlich durch die sechs quadratischen Mittelschiffjoche und die weiten spitzbogigen Säulenarkaden erzeugt, die den Blick zu den Seitenschiffen freigeben – ein Charakteristikum der italienischen Gotik und zur Zeit der Erbauung ein Novum in Rom. Das Querhaus, das ursprünglich niedriger ausgeführt war, wirkt durch seine drei, nahezu gleich großen Joche als kompakter Raum, zu dem sich die fünf Chorkapellen im Osten hin öffnen. Das steile Kreuzrippengewölbe entstand im 15. Jahrhundert, was in der römischen Baugeschichte eine absolute Besonderheit darstellte, denn seit der Antike waren keine Großbauten mehr in Stein eingewölbt worden. Auch dies ist an dem aus Oberitalien vordringenden gotischen Baustil orientiert. Für die Choranlage mit ihren fünf Kapellen – die Nebenkapellen sind in ihrer Tiefe gestaffelt und platt geschlossen, die Hauptapsis hingegen polygonal gebrochen – gibt es in Italien des 13. Jahrhunderts kein Vorbild. Auch sie stellt in ihrer hochgotischen Ausführung ein Alleinstellungsmerkmal der Dominikaner in Rom dar. Die Abgrenzung des Langhauses zu den Seitenschiffen wird durch die an den Pfeilern vorgelegten Halbsäulen, die weiße Säulenkapitelle tragen, verstärkt. Die Kapitelle können in fünf verschiedene Typen unterschieden werden: korinthische und komposite Kapitelle, Palmenkapitelle, Figuren- und Blattkapitelle. Eine wissenschaftliche Untersuchung ergab, dass mittelalterliche Kapitelle erhalten sind, die Mehrzahl ist allerdings im 15. Jahrhundert, aber auch im 16. Jahrhundert (2. Hälfte) überarbeitet und wohl auch verändert worden. Die zum Mittelschiff hin gerichteten Kapitelle der Vierungspfeiler und die Kapitelle der Hauptkapelle wurden in der großen Renovatio 1848–1855 geschaffen, ebenso wie die mit Gold gerahmten Dekore. Die Säulenkapitelle aus den verschiedenen Epochen:

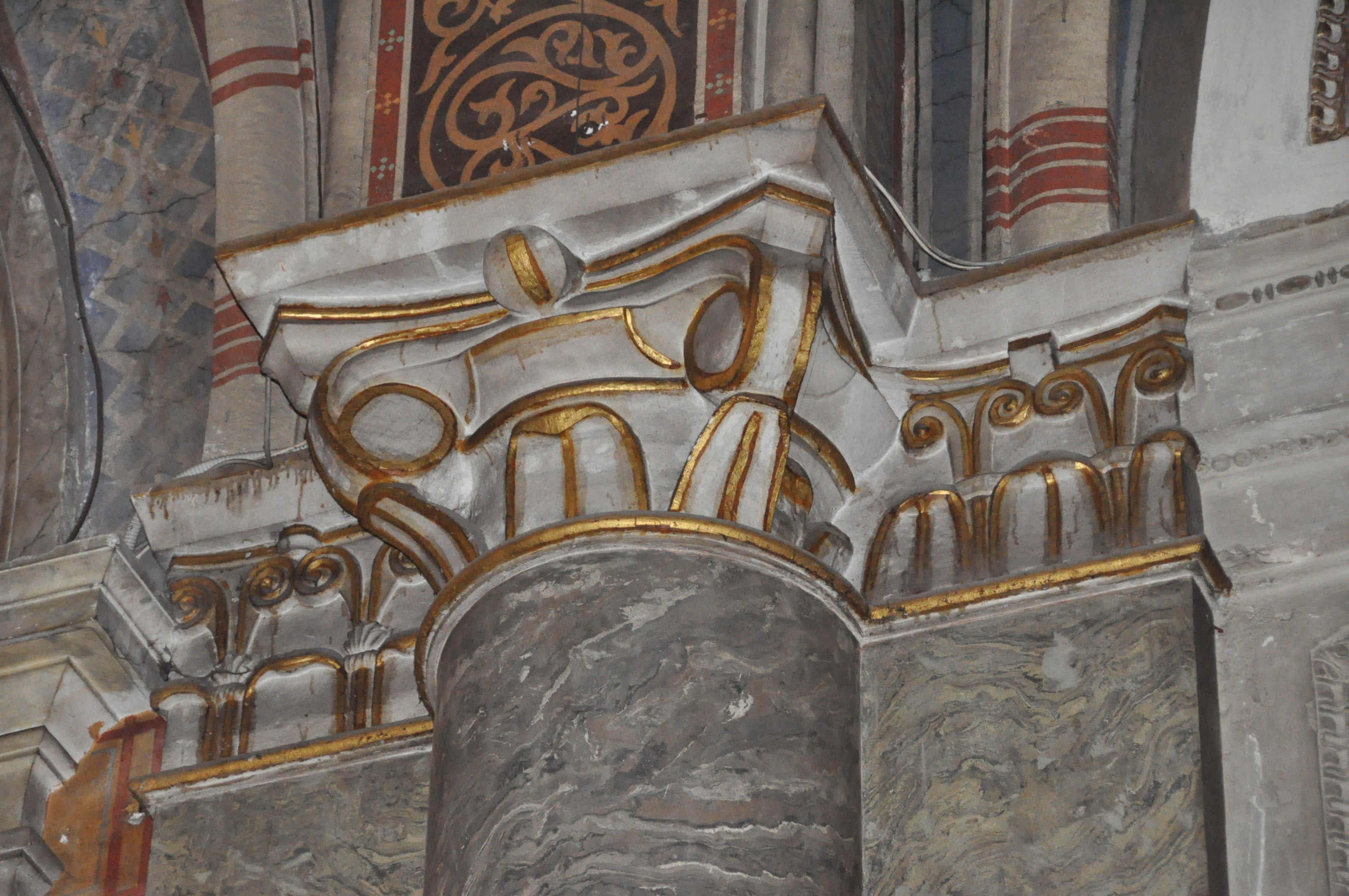
Linkes Seitenschiff; Komposit-Kapitell aus dem Mittelalter
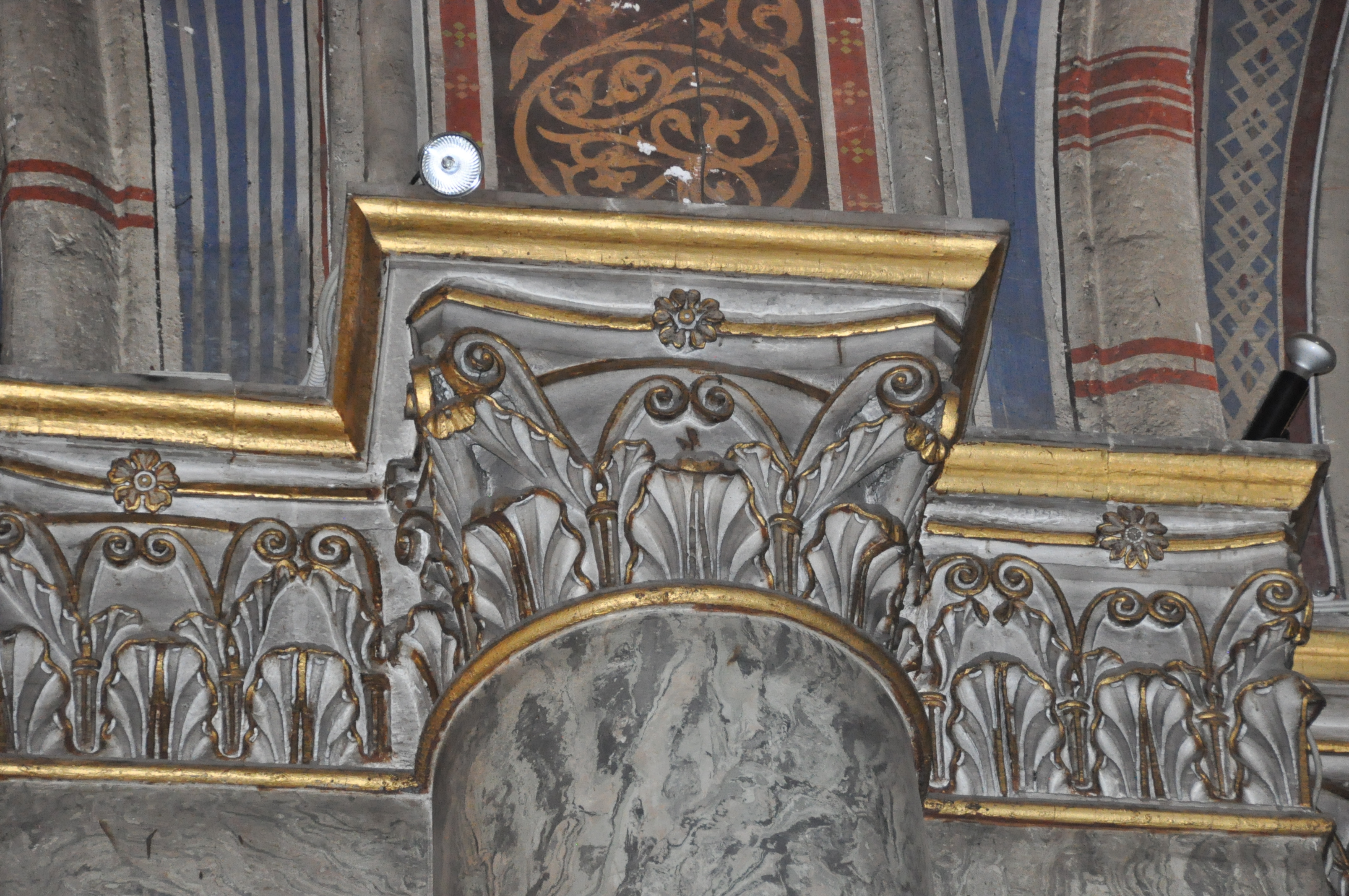
Hauptschiff; korinthisches Kapitell aus dem 15. Jahrhundert
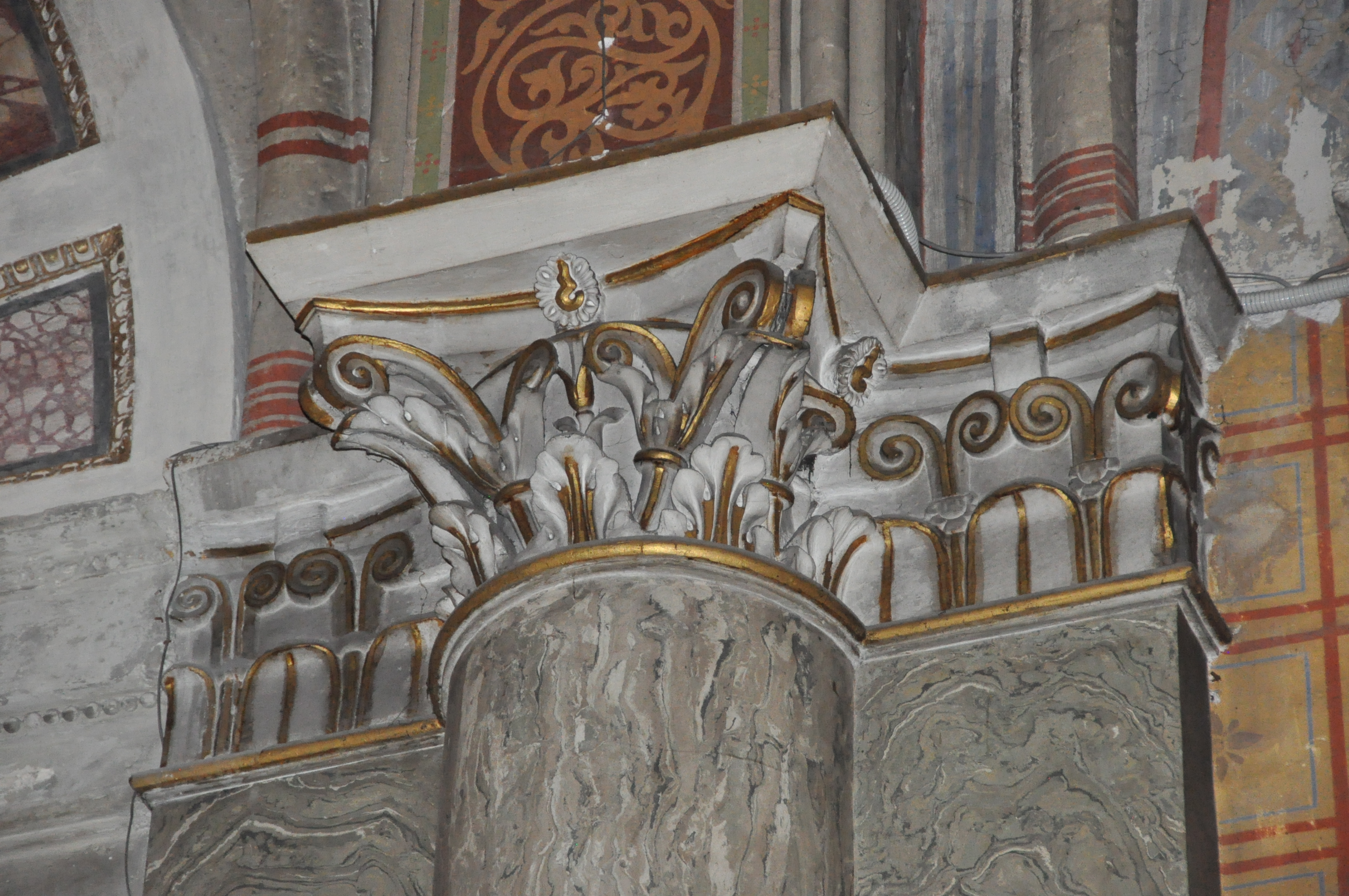
Linkes Seitenschiff; mittleres, korinthisches Kapitell aus dem 16. Jahrhundert
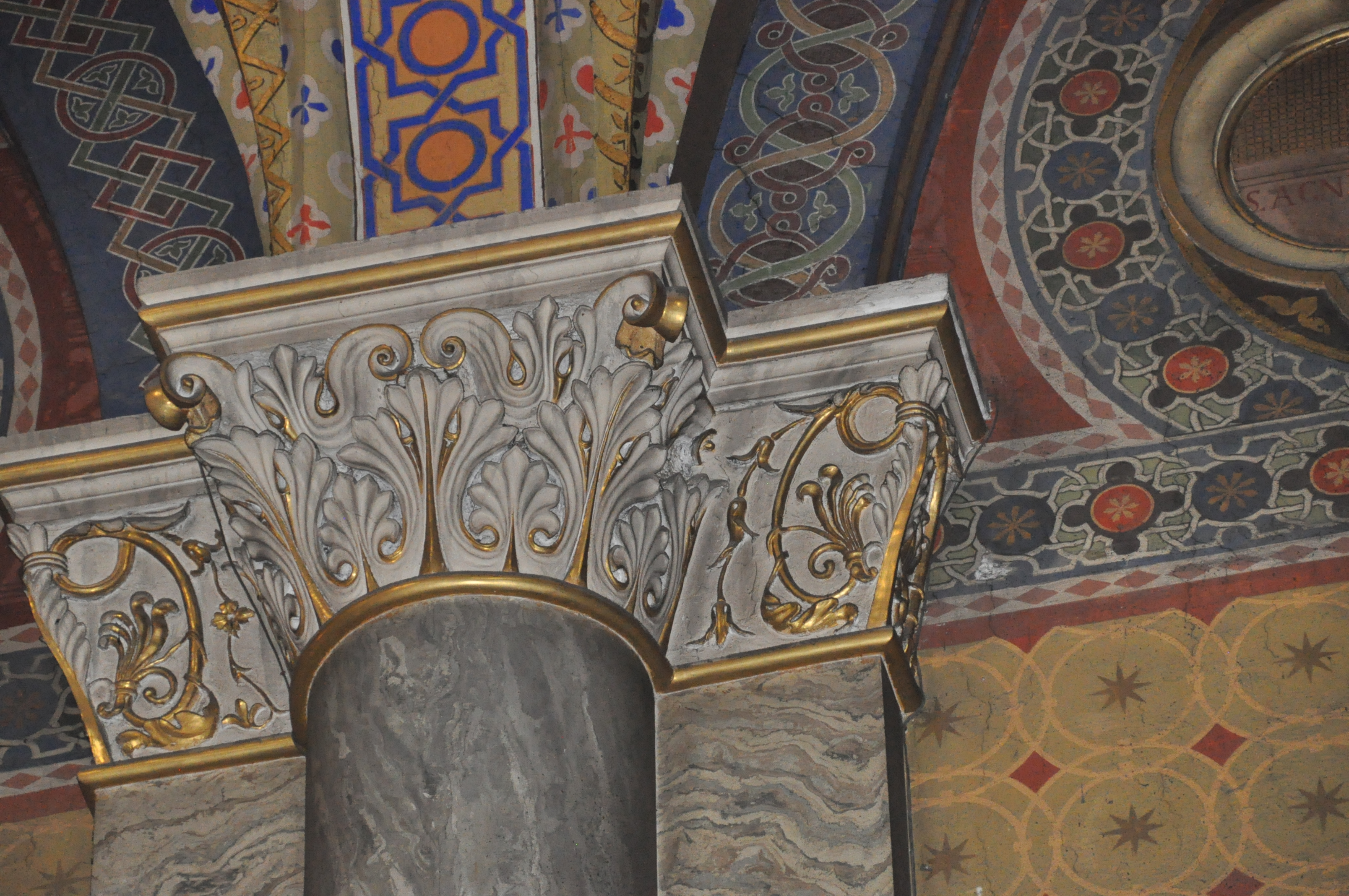
Hauptschiff; Kapitell aus dem 19. Jahrhundert

### Fassade

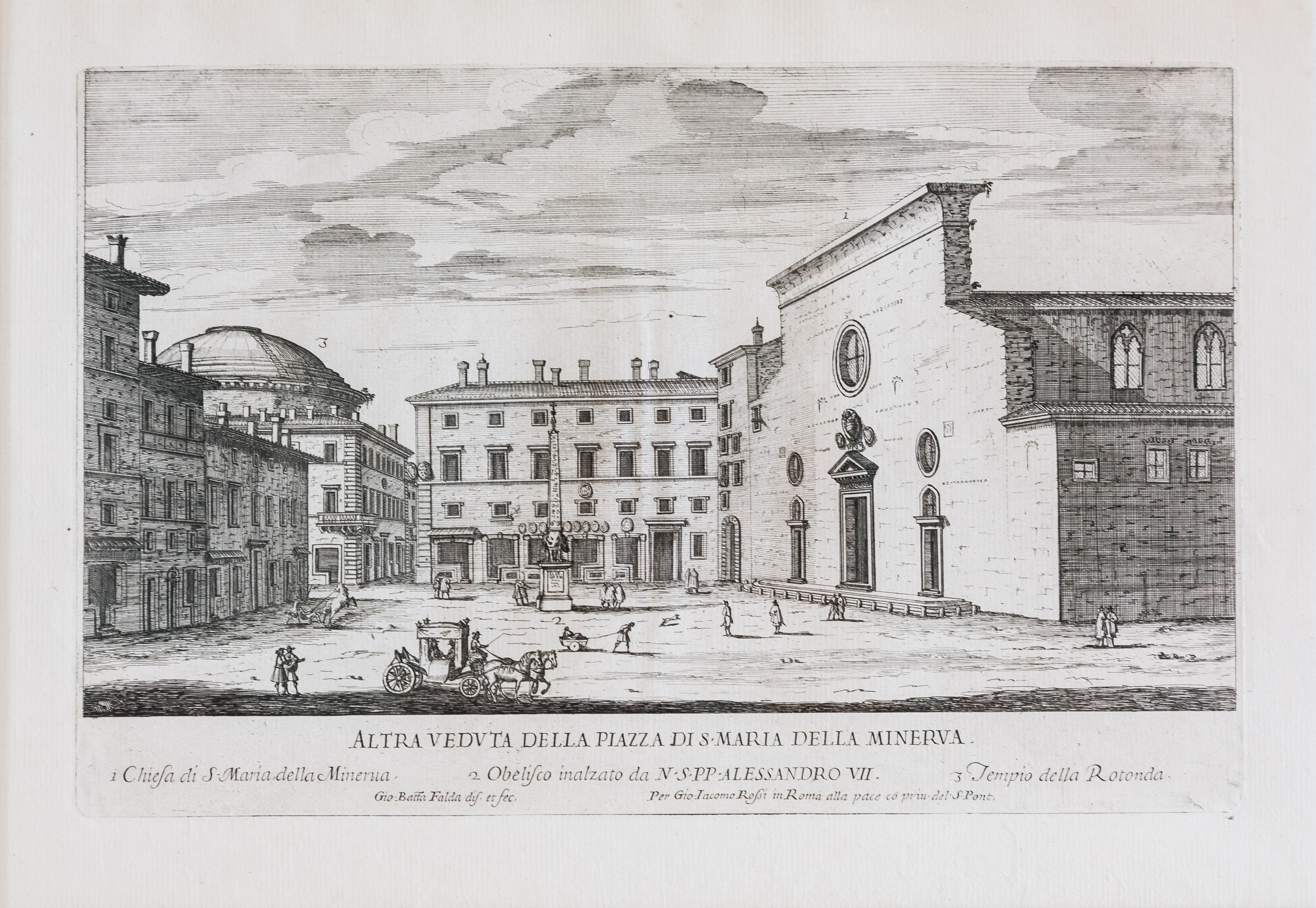
Stich von Giovanni Battista Falda 1669

Grundriss der Kirche

Die 1453 errichtete Renaissancefassade, die Parallelen zu der Fassade der Franziskanerkirche Santa Maria in Aracoeli aufwies, ist in ihrer Grundstruktur bis in die Zeit des 18. Jahrhunderts weitgehend unverändert geblieben. Sie war als Schaufassade mit erhöhtem Mittelteil und einem typisch römischen Cavetto-Abschluss (Hohlkehlen-Abschluss) ausgeführt – drei Marmor-Portale und drei Okuli unterbrechen bis heute die schmucklose Front. Die Ansätze der Dächer sind dahinter verborgen, die Breite des Mittelschiffs nicht erkennbar. Die stilistisch gleichen Portale sind vor 1458 entstanden; das Mittelportal stiftete (1) laut der Inschrift im Türsturz Kardinal Domenico Capranica, sein Nachfahre Andreas ließ es 1610 renovieren.
Die Okuli gehören zu den wenigen noch erhaltenen Kirchenfenstern aus dem 15. Jahrhundert. Das Wappen Papst Pius V., ist bis heute über dem Hauptportal angebracht. An dem linken äußeren Pilaster befindet sich das Wappen der Orsini. 1725 erhielt die Fassade eine flache Pilastergliederung, der obere giebelförmige Abschluss (Cavetto) wurde dabei beseitigt. Zahlreiche Stiche von Silvestro Peruzzi (1564/65), G. Franzini (1588), Antonio Tempesta (1593), Giovanni Battista Falda (17. Jahrhundert) u. a. belegen das ursprüngliche Aussehen der Kirchen und deren Fassade. Rechts an der Seitenwand der Fassade sind mehrere Hochwassermarken eingemauert, an denen die Pegelstände des Tibers angezeigt sind.

## Ausstattung

### Querschiff Rechter Flügel

#### Cappella del Crocefisso (13)

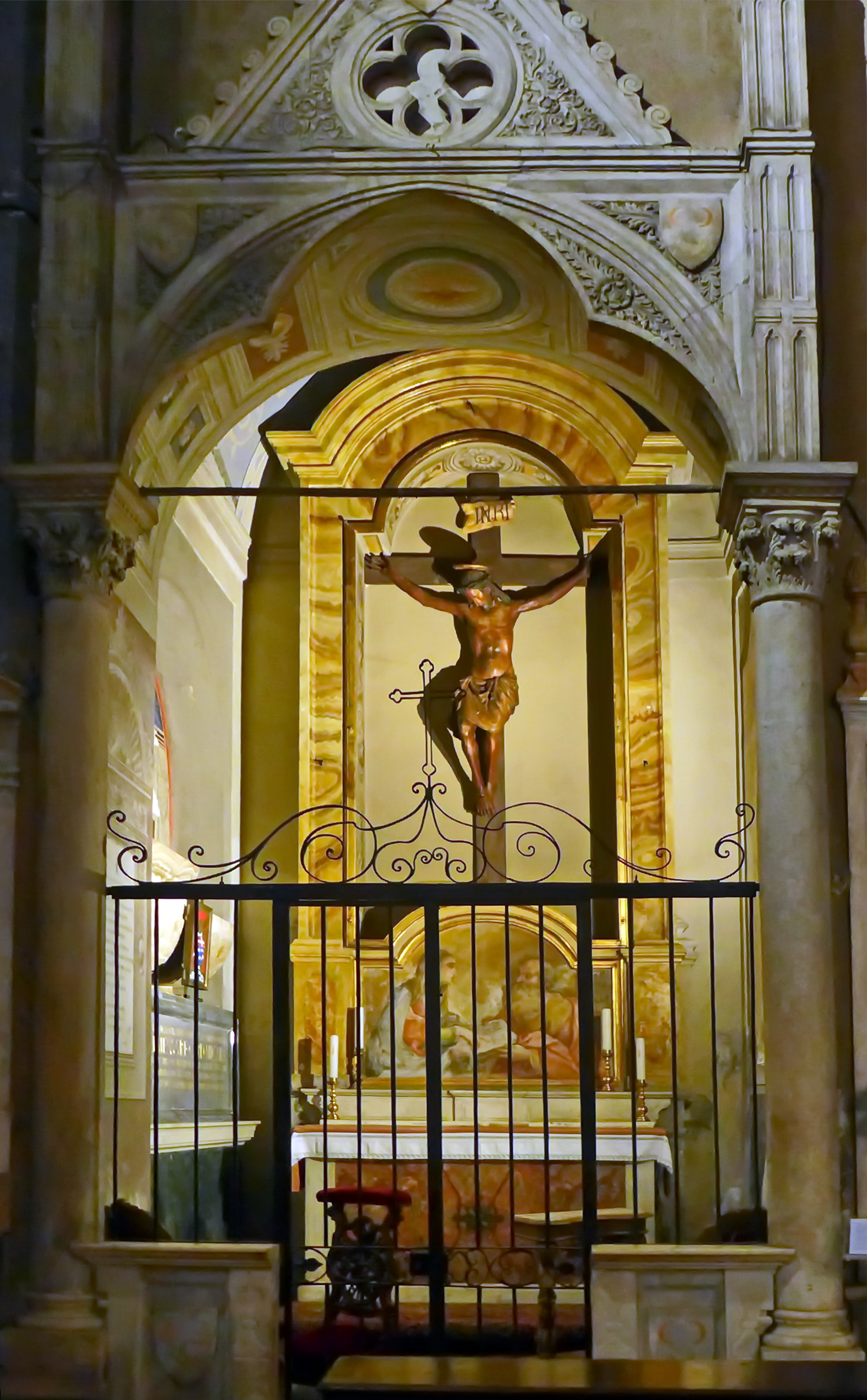
Cappella del Crocefisso

Für den Eingang wurde wahrscheinlich ein Teil des Baldachins des gotischen Hauptaltars aus die Zeit der Kirchengründung verwendet, der am jetzigen Standort 1663 aufgestellt wurde. Die kleine rechteckige Kapelle wird von einem Tonnengewölbe abgeschlossen. Das Holz-Kruzifix über dem Altar, das der Kapelle ihren Namen gibt, stammt aus dem 15. Jahrhundert.
Rechts von der Cappella del Crocefisso die Altartafel Die hl. Lucia und hl. Agata (12) von Girolamo Siciolante (ca. 1550). Das teilweise beschädigte Gemälde befindet sich über einem von Onesta Marsiliana (1550) gestifteten Altar.
Links von der Kapelle das aus polychromen Marmor bestehende Grabmonument für Emilio Pucci Pandolfi (14), das Papst Clemens VIII. für seinen Freund, Ritter des Hl. Grabes und Präfekt der päpstlichen Flotte, bei Giacomo della Porta 1595 in Auftrag gegeben hatte.

#### Carafa-Kapelle/ Verkündigungs-Kapelle (15)

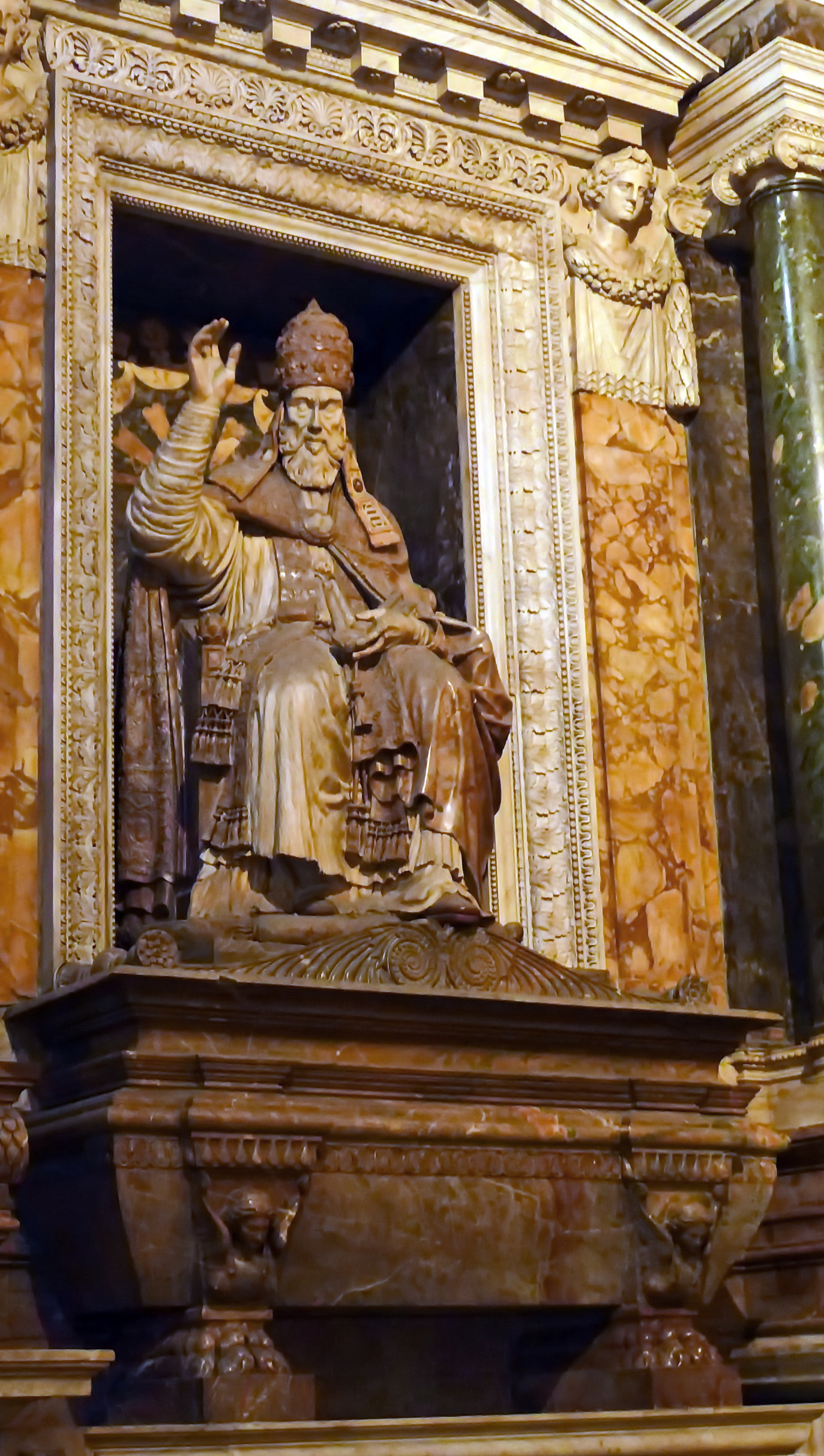
Carafa-Kapelle - Grabmonument Papst Paul IV.

Die Kapelle ist dem Heiligen Thomas von Aquin geweiht. Kardinal Oliviero Carafa, ein Gönner der Dominikaner, ließ sie Ende des 15. Jahrhunderts zu Ehren des Heiligen erbauen. Er gab auch den Auftrag zur Freskenbemalung, die Filippino Lippi zwischen 1489 und 1492 ausführte. Der Eingangsbogen mit der Weiheinschrift an die Jungfrau Maria Annunziata und den Hl. Thomas von Aquin wird von zwei Putti aus der Schule des Verrocchio flankiert. An der Rückwand, rund um eine architektonische Struktur, bedecken Fresken von Filippino Lippi den Raum, über dem Altarbild die Aufnahme der Jungfrau Maria in den Himmel umgeben von musizierenden Engeln. In der rechten Lünette das Wunder des Kreuzes. In den Zwickeln der Decke sind die vier Sibyllen von Raffaellino del Garbo, eines Schülers des Filippino Lippi dargestellt: die Delphische, die Cumäische, die Tiburtinische und die Hellespontische Sibylle. Im Zentrum der Rückwand befindet sich die Altartafel mit dem berühmten Fresko von Filippino Lippi: Der Hl. Thomas von Aquin empfiehlt den Kardinal Carafa der Jungfrau Maria. An der rechten Wand das Fresko von Filippino Lippi stellt den Triumph des Hl. Thomas über die Häresie dar – ein komplexer ikonographischer Aufbau, der den Sieg der Göttlichen Weisheit in der Gestalt des Hl. Thomas von Aquin über den Irrglauben darstellt. Der Heilige in Dominikaner-Habit sitzt auf einem Stuhl flankiert von den Personifizierungen der Grammatik, der Rhetorik, der Theologie und der Philosophie. Zu seinen Füßen, in Gestalt eines von ohnmächtigem Zorn erfüllten alten Mannes – der besiegte Irrglaube. Im Hintergrund ist eine Ansicht von Rom (zur linken die Basilika und der Palast des Lateran mit dem ursprünglich dort aufgestellten Reiterstandbild des Marc Aurel), im Vordergrund die Gestalten der vom Heiligen besiegten Häretikern; am Boden liegen die widerlegten Schriften. In die linke Wand ist das Grabmonument Papst Paul IV. – 1566 nach einem Entwurf von Pirro Ligorio erbaut – eingelassen. Im Zuge der Errichtung des Monuments wurde der Zugang zur Grabkammer. 

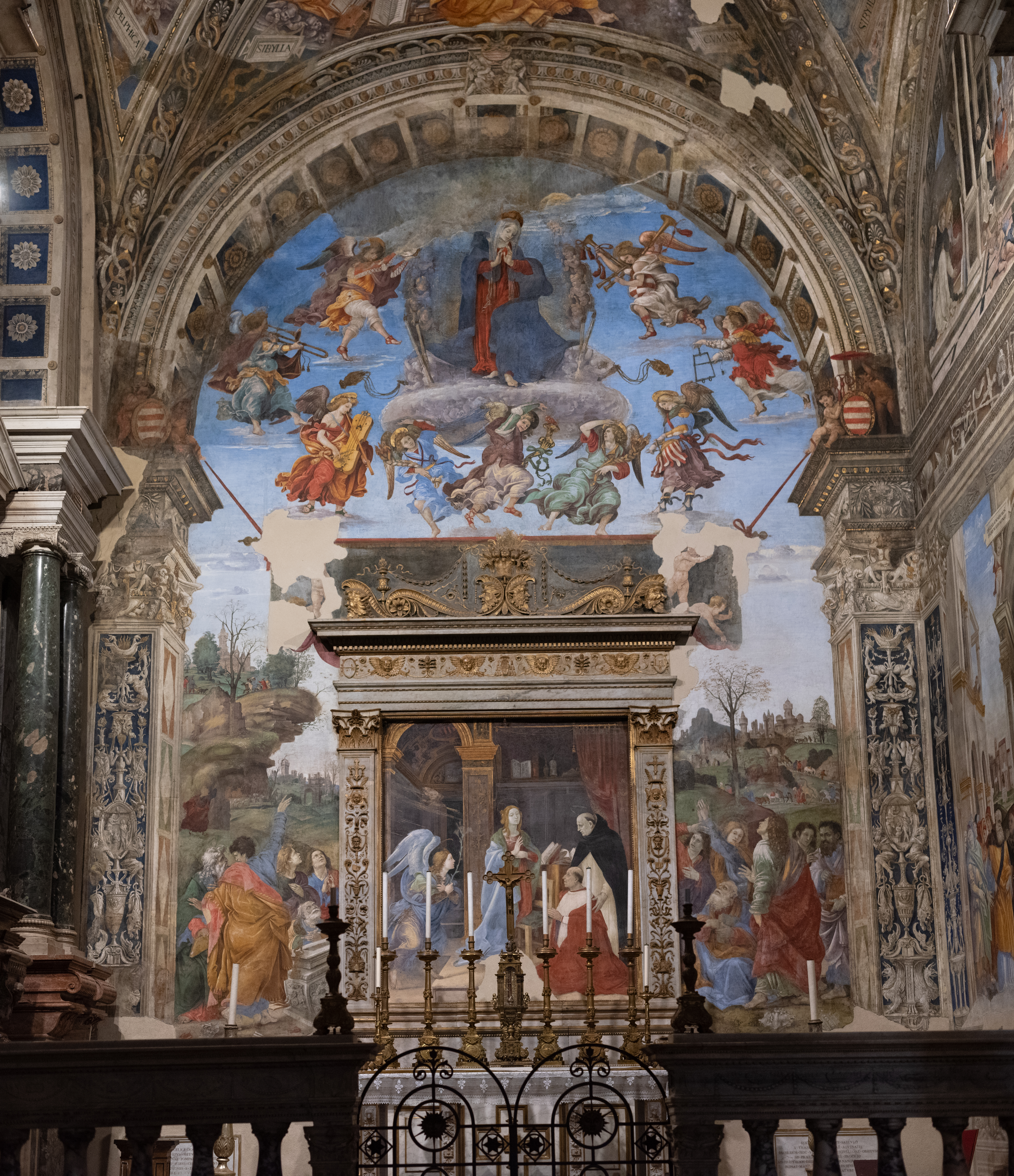
Altar (Wand)
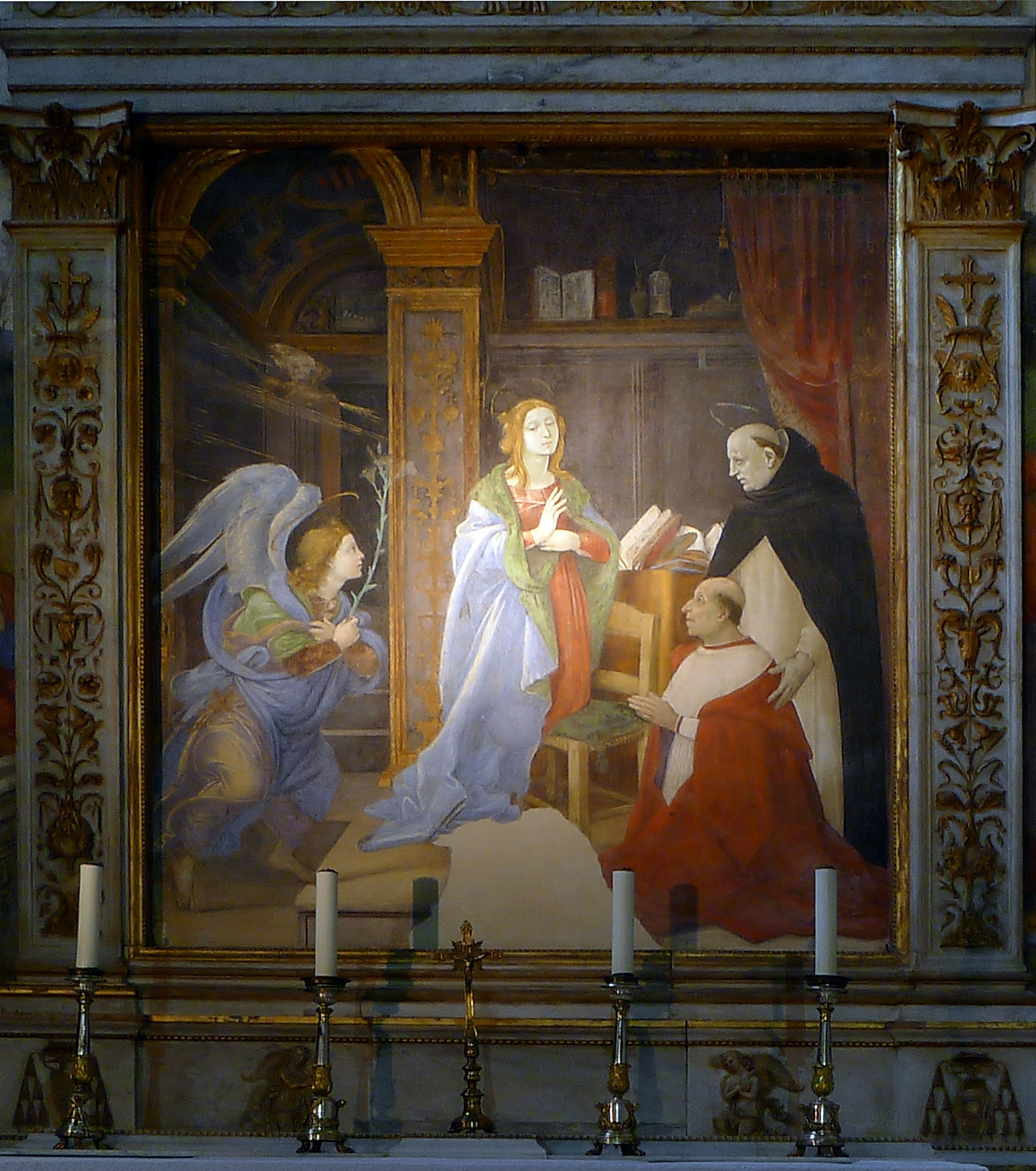
Hl. Thomas empfiehlt Kardinal Carafa
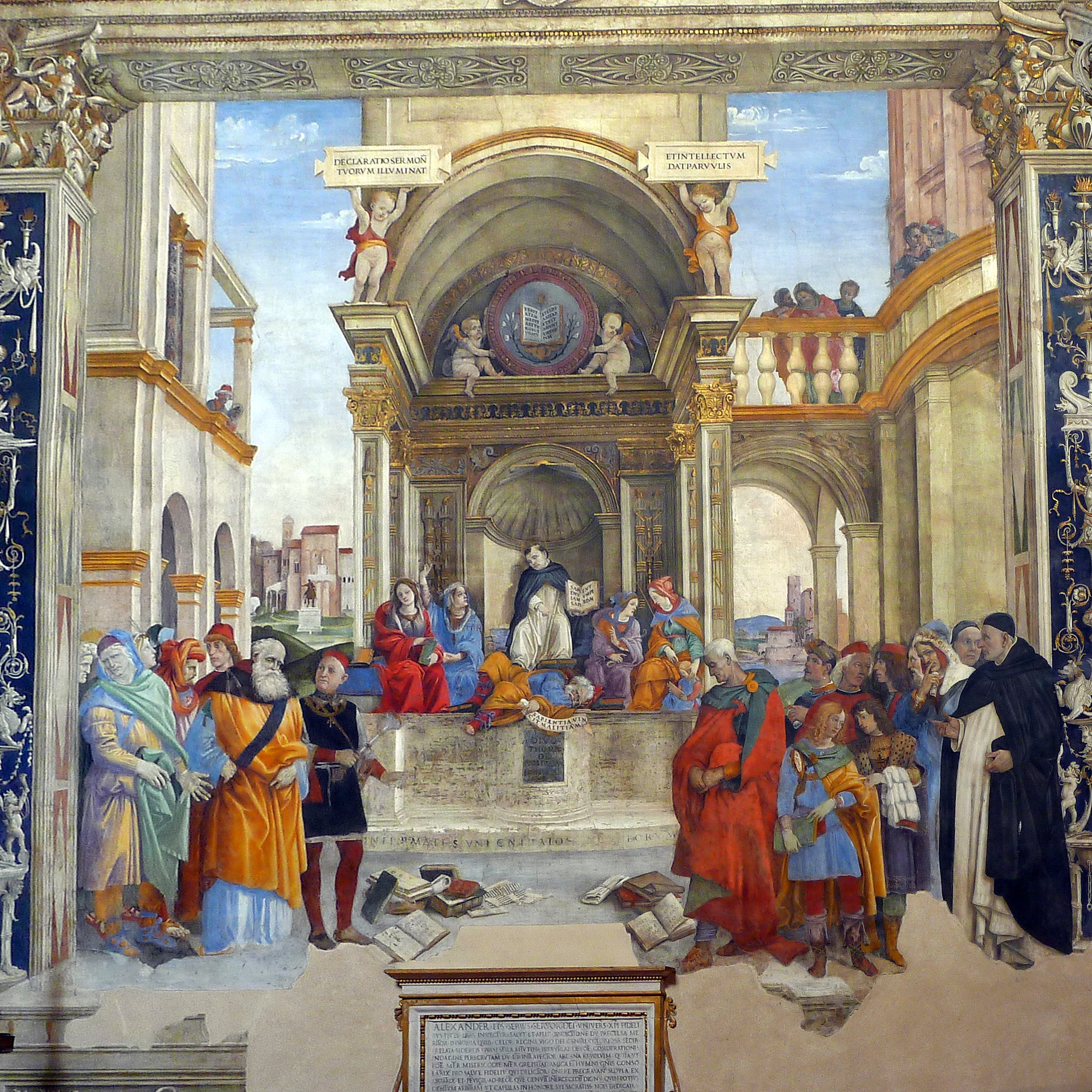
Triumph des Hl. Thomas

Links von der Cappella Carafa das Grabmonument für Guillaume Durand (16): Guillaume Durand (1230 – 1296) war Bischof von Mende und bedeutender Jurist des Kanonischen Rechts. Das Mosaik in der gotischen Nische stammt von Giovanni Cosmato (1296): dargestellt ist die Jungfrau Maria mit Kind, links der Heilige Privatus von Mende und rechts der Heilige Dominikus. Darunter befindet sich das Grabmal für Onofrio Camaiani († 1574).

#### Orgel
Oben, zwischen den Kapellen Altieri und Capranica, befindet sich die Orgel, die im Auftrag des Kardinals Scipione Borghese 1630 vom Orgelbauer Ennio Bonifazi gebaut wurde. Über der Orgel eine reich verzierte Chortribüne von Paolo Maruscelli.

### Chorkapellen und Hochaltar
Der Chorraum ist in der für Italien eher seltenen Form eines Staffelchores gestaltet, wobei sich an die Hauptchorkapelle rechts und links jeweils zwei kleinere Kapellen anschließen.

#### Hauptchorkapelle (21)
An den beiden Pfeilern zum Chor ist jeweils das Wappen der Familie Caetani zu sehen. Der ursprüngliche gotische Chor war in der ersten Hälfte des 15. Jahrhunderts im Auftrag des Kardinals Bartolomeo Vitelleschi angelegt worden. Um 1539 erfolgte eine komplette Umgestaltung durch Antonio da Sangallo den Jüngeren im Auftrag des Herzogs Alessandro de’ Medici für die Grabmonumente der beiden Päpste aus dem Hause Medici Leo X. und Clemens VII. Die beiden eleganten Grabmale zeigen einen identischen architektonischen Aufbau mit drei Nischen, deren mittlere jeweils die Statue des Papstes und die seitlichen Figuren von Propheten enthalten sowie drei Reliefstreifen und ein Tympanon über den Nischen:
Das Grabmonument für Papst Clemens VII. (rechts) stammt von Antonio da Sangallo d. J. (1541). Die Statue des Papstes ist ein Werk von Bartolomeo Lippi. Auf den Reliefs ist die Versöhnung des Papstes mit Kaiser Karl V. zu sehen.
Das Grabmonument für Papst Leo X. (links) stammt ebenfalls von Antonio da Sangallo d. J. (1541). Die Statue des Papstes ist ein Werk des Raffaello da Montelupo. Die Reliefs zeigen die Begegnung des Papstes mit Franz I. von Baccio Bandinelli.
1614 erneuerte Carlo Maderno den Raum in barockem Stil. Die neugotische Form der Decke stammt aus dem 19. Jahrhundert. Am Boden links hinten sind mehrere marmorne Grabtafeln eingelassen, darunter die einfache Grabtafel für den bedeutenden Humanisten in der Zeit der italienischen Renaissance Kardinal Pietro Bembo.
Unter dem Hauptaltar (20) sind die sterblichen Überresten der Heiligen Katharina von Siena, der Schutzpatronin Italiens, die am 29. April 1380 nahe der Kirche starb; ihr Haupt wurde nach Siena verbracht, wo es in einem Reliquiar in der Basilica di San Domenico aufbewahrt wird. Der Altar in seiner heutigen Form geht auf das 19. Jahrhundert zurück. Ab 1857 wurde er in neugotischem Stil nach einem Entwurf von Giuseppe Fontana umgestaltet, verziert mit den vier Kardinaltugenden und Engelsköpfen von Francesco Podesti. Im Glasschrein über den Reliquien ist die Liegefigur der Heiligen (1430) zu sehen (Abb.). Sie wird dem Bildhauer Isaia da Pisa zugeschrieben. Rechts von der Hauptchorkapelle vor dem rechten Pfeiler steht die Statue Johannes des Täufers (19) von Giuseppe Obici (1858).

#### Cappella Capranica (18)
Diese Kapelle war erst der Verkündigung Mariens geweiht, ab 1579 der Rosenkranzmadonna. Seit 1449 steht sie unter dem Patronat der Familie Capranica. An diesem Ort wurden von 1430 bis 1855 die sterblichen Überreste der Katharina von Siena aufbewahrt. Aus Anlass des bevorstehenden Jahrestages der Rosenkranzbruderschaft beschloss 1573 deren Mitglied Angelo Capranica den Künstler Marcello Venusti mit der Bemalung der Decke zu betrauen. Nach der Seeschlacht von Lepanto 1571 wurden die Geheimnisse des Rosenkranzes als Thema für die Bemalung der Decke ausgewählt. Die Wahl dieses Themas fällt in einem historischen Moment von besonderer Bedeutung: den Beginn eines Malstils, gemäß den Richtlinien des Konzils von Trient. 1586 verwirklichte Giovanni de Vecchi einen weiteren Zyklus: Die Geschichten der Hl. Katharina von Siena (Abb. 1)(Abb. 2)(Abb. 3)(Abb. 4). An der Decke werden Die Mysterien des Rosenkranzes glorifiziert, das Bild Die Dornenkrönung von Carlo Saraceni stammt aus dem 17. Jahrhundert, das in Sepiafarben ausgeführte Gemälde Die Rosenkranzmadonna mit den Heiligen Domenikus und Katharina von Siena von Michelangelo Cerruti aus dem 18. Jahrhundert.
An der rechten Wand befindet sich das Grabmonument aus dem Jahr 1466 für Kardinal Domenico Capranica von Andrea Bregno.

#### Cappella Ognisanti / Altieri (17)
Geweiht ist diese Kapelle Allen Heiligen (Ogni Santi) daneben aber auch den von Papst Clemens X. kanonisierten Heiligen: Luigi Beltrame, Rosa da Lima, Filippo Benizzi, Francesco Borgia und Gaetano Thiene. Sie steht seit 1671 nach Zuteilung durch Papst Clemens X. unter dem Patronat seiner Familie Altieri. Ihre heutige Form erhielt sie 1671 auf Veranlassung des Kardinals Camillo Massimi. An den mit eleganten Marmorverzierungen versehenen Seitenwänden der Kapelle befinden sich die Büsten von Mitgliedern der Familie Altieri, geschaffen von Cosimo Fancelli (1671), darüber in der Lünette das Fresko Die Dreifaltigkeit von Giovanni Battista Gaulli. Das Ölgemälde am Altar Petrus stellt der Jungfrau fünf Heilige vor ist von Carlo Maratta (1671).
Links von der Hauptchorkapelle:

#### Der auferstandene Christus (22)

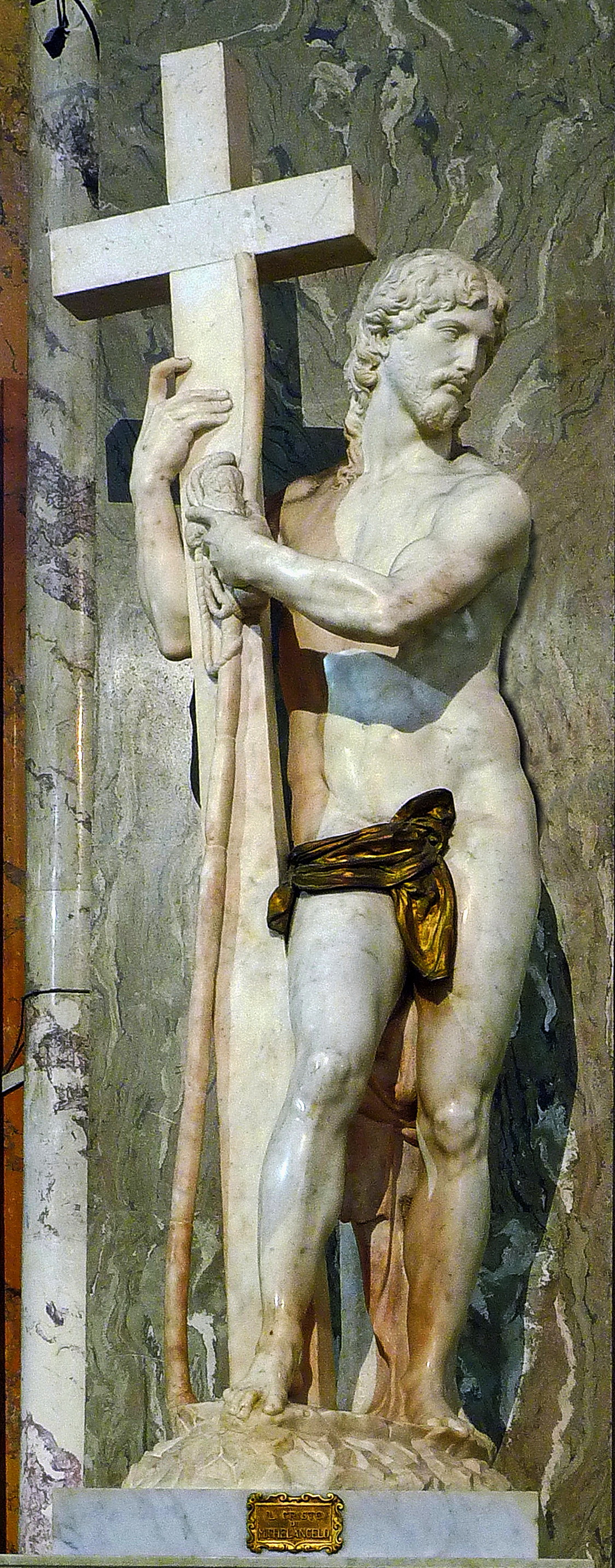
Michelangelo - Der auferstandene Christus

Die Statue des auferstandenen Christus von Michelangelo gilt als eines der bedeutendsten Werke der Hochrenaissance. Sie wurde von 1519 bis 1521 im Auftrag der Stifterin Marta Porcari geschaffen. Christus steht auf ein Kreuz gestützt, mit Rohr und Schwamm in der Hand, das Gesicht in die Gegenrichtung blickend, auf einem Felsenhügel stehend. Die künstlerische Darstellung der nackten männlichen Figur ist von bedeutendem Range und für Michelangelos plastischen Stil bezeichnend. Der Lendenschurz aus Bronze wurde erst nach dem Konzil von Trient angebracht. Ein Konzilsdekret hatte strengere sittliche Normen bei von der Kirche in Auftrag gegebenen Kunstwerken gefordert.

#### Durchgang (23)
Die links der Hauptchorkapelle gelegene Kapelle war ehemals dem HI. Thomas von Aquin geweiht und im Patronat der Familien Rustici und Cenci. Seit dem Heiligen Jahr 1600 dient sie als Durchgang zum östlichen Kircheneingang und beherbergt Grabmonumente aus verschiedenen Jahrhunderten:
Grabmonument für die Kardinäle Latino Malabranca und Matteo Orsini, beide Neffen des Papstes Nikolaus III., dem Begründer der Kirche. Latino Malabranca Orsini legte 1279 den Grundstein für die Dominikanerkirche Santa Maria Novella in Florenz, Matteo Orsini war ein namhafter Stifter der Kirche,
Grabmonument für den Kardinal Domenico Pimentel (1653), entworfen von Gian Lorenzo Bernini,
Grabdenkmal für Cinzio und Marcello Rustici (1488) aus der Schule Andrea Bregno,
Grabmonument für den Kardinal Carlo Bonelli (1675), das Carlo Rainaldi zugeschrieben wird (an der Rückwand über dem Ausgang),
Grabmonument für Agapito und Paolo Rustici (1488) aus der Schule Andrea Bregno (links hinten),
Grabmonument für Kardinal Michele Bonelli (1598–1611) entworfen von Giacomo della Porta,
Grabmal des Malers Fra Angelico von Isaia da Pisa (Abb.) (1455) (links neben dem Eingangspfeiler am Boden).

#### Cappella Frangipani / Maddaleni-Capiferro (24)

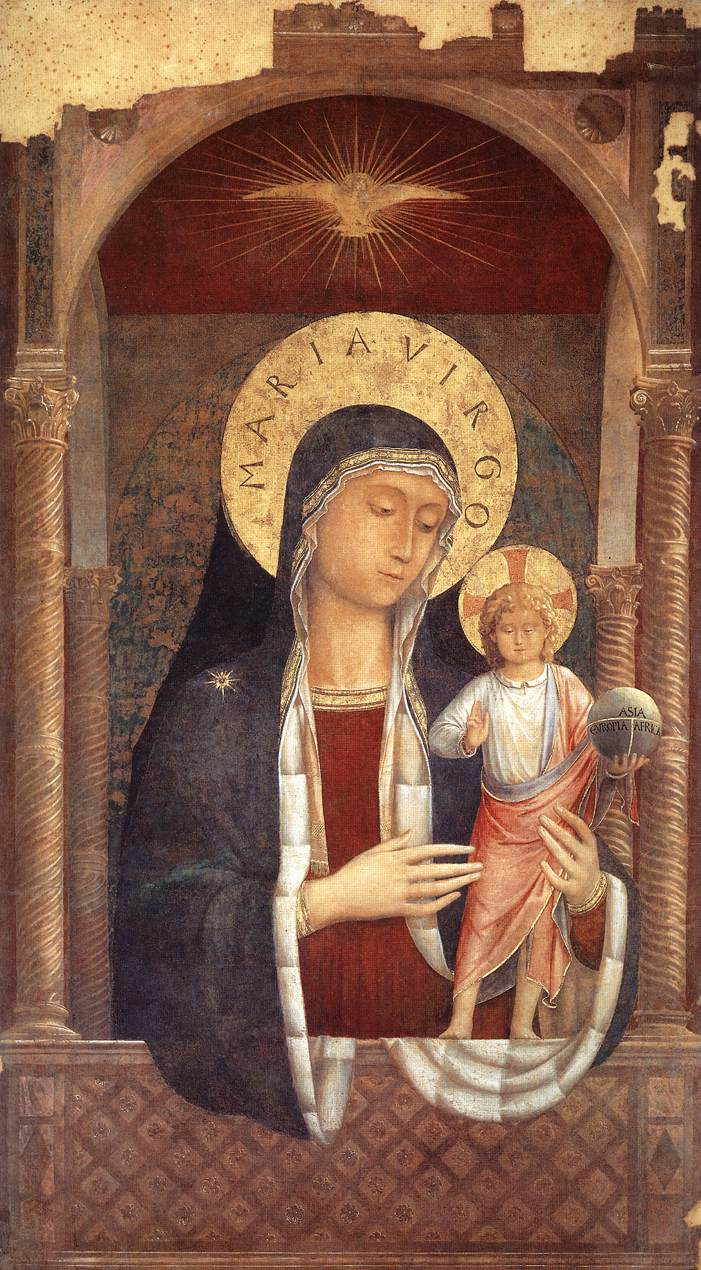
Benozzo Gozzoli - Madonna

Diese Kapelle, dem Hl. Michael und der Maria Magdalena geweiht, stand seit dem 14. Jahrhundert unter dem Patronat der Familien Capodiferro und Maddaleni; ab dem 15. Jahrhundert der Frangipani. Im Laufe der Jahrhunderte wurde der einst mit Fresken geschmückte Raum modernisiert und verlor dadurch sein ursprüngliches Aussehen. Das Altarbild Madonna mit Kind ist ein Werk des Benozzo Gozzoli (1449), das bis 1700 als Prozessionsstandarte diente und später auf eine Tafel aufgezogen wurde. Die Inschrift auf der Marmorplatte unter dem Altarbild gehörte ursprünglich zum benachbarten Grab des Malers Fra Angelico. Die Ölgemälde rechts und links vom Altar Die Hl. Francesca Romana und ein Engel und Der Hl. Franz von Assisi (1620–34) stammen von Francesco Parone. An der linken Wand das bemerkenswerte Grabdenkmal für den Patrizier Giovanni Alberini (1494), das Agostino di Duccio oder Mino da Fiesole zugeschrieben wird. Der Sarkophag zeigt ein antikes Relief des Kampfes des Herkules mit dem Nemäischen Löwen, das als attisches Original aus dem 5. Jahrhundert v. Chr. gilt.

### Querschiff Linker Flügel

#### Sakristei (25)
Den großen Sakristeiraum in seiner heutigen Form gestaltete Andrea Sacchi im Auftrag des Kardinals Antonio Barberini um 1637. Von Andrea Sacchi stammt auch die Altartafel Das Kruzifix und vier Heilige (1640). Das Fresko im Zentrum des großen Gewölbes Die Glorie des Heiligen Dominikus, ist ein Werk des römischen Künstlers Giuseppe Puglia (Anfang 17. Jahrhundert), das Fresko über der großen Tür von G.B. Speranza erinnert an die zwei Konklaven, die in diesen Räumlichkeiten stattfanden: 1431 die Wahl von Eugen IV. und 1447 die Wahl von Nikolaus V. An den Wänden sind noch die Schränke aus Nussholz der Originalausstattung aus dem 17. Jahrhundert mit dem Wappen der Barberini erhalten.
Hinter der Sakristei ist die Kammer der Heiligen Katharina von Siena. Im Jahre 1630 ließ Kardinal Antonio Barberini die Mauern des Sterbezimmers der Heiligen von der Via Di Santa Chiara 14 abreißen und an den jetzigen Ort versetzen. An den Wänden befinden sich noch wertvolle Fresken des Antoniazzo Romano und seinen Schülern: Die Kreuzigung, die Verkündigung, die Heiligen Onofrio und Hieronymus, der Hl. Augustinus, die Kreuzabnahme, Johannes der Täufer und die Heiligen Apollonia und Lucia.

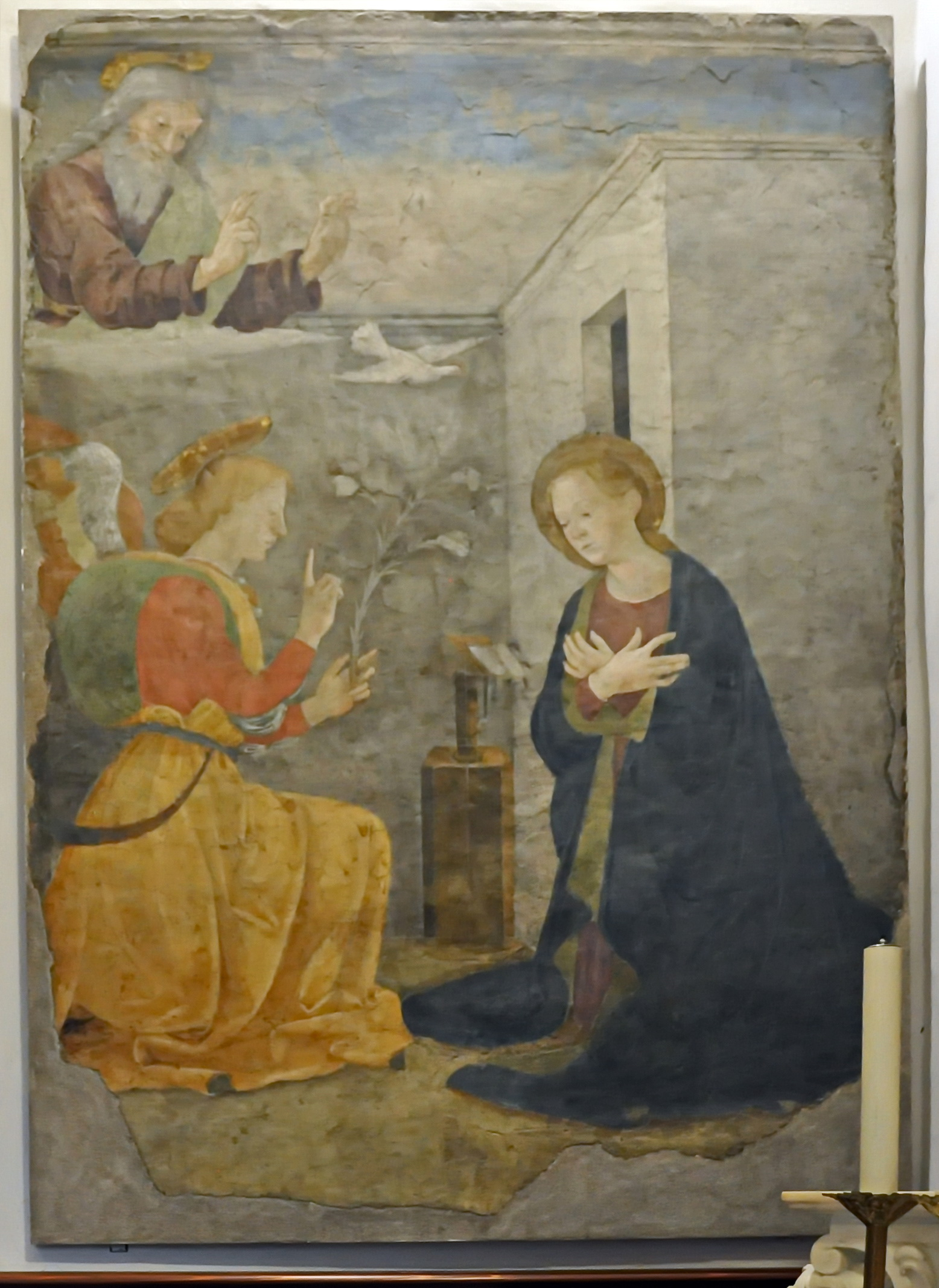
Kammer der Heiligen Katharina; Verkündigung
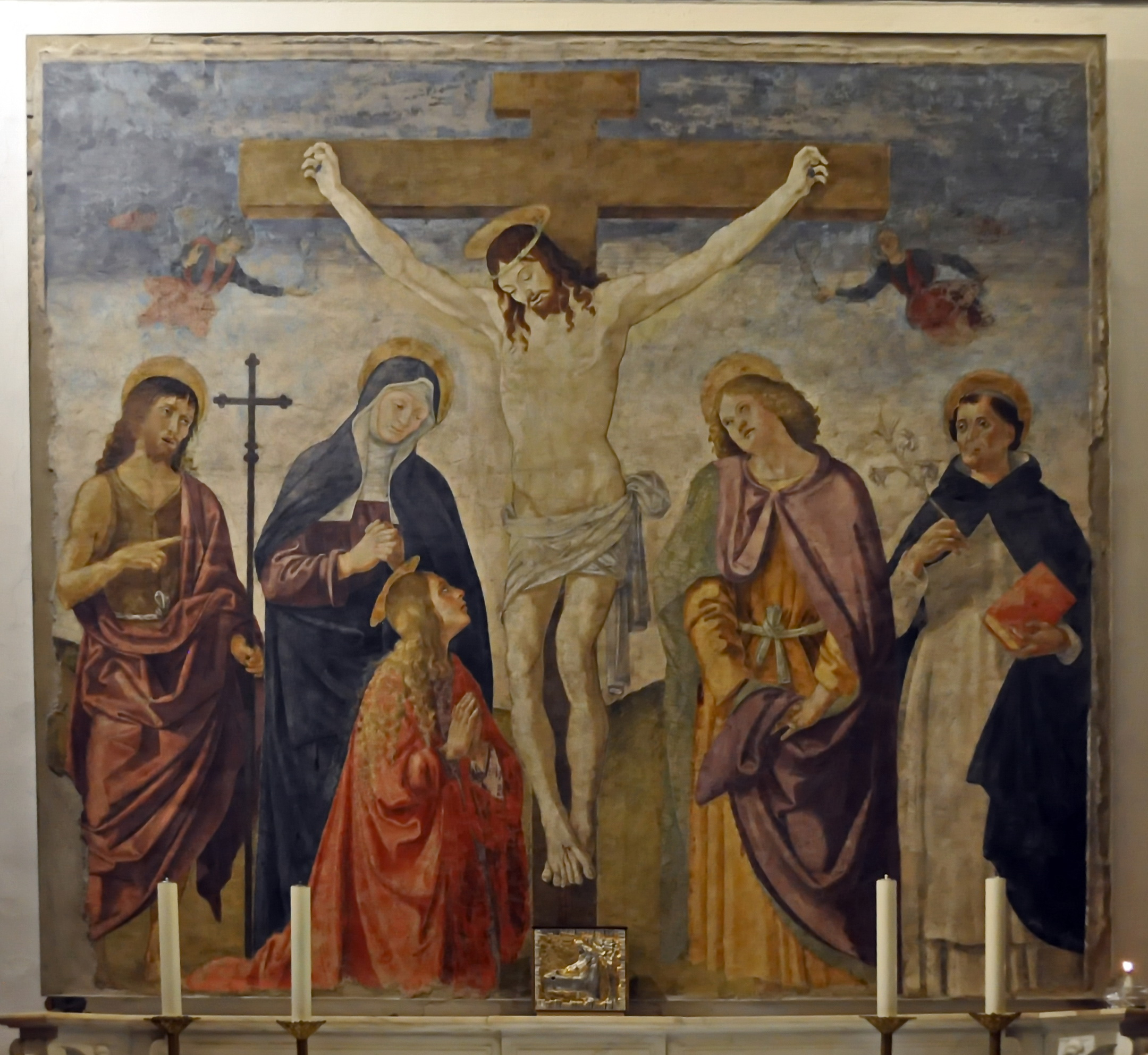
Kammer der Heiligen Katharina; Kreuzigung

#### Cappella San Domenico (26)
Die dem Heiligen Dominikus geweihte größte Kapelle, ersetzte ursprünglich einen, von der Patrizierfamilie Alberini erbauten, kleineren Raum. Zwischen 1649 und 1656 veranlassten die Dominikaner die Erweiterung durch Martino Longhi. Aus diesem Bauabschnitt stammen noch die acht schwarzen Marmorsäulen im Vorraum und an den Seiten des Altars. 1725 veranlasste Papst Benedikt XIII. den vollständigen Umbau durch den Architekten Filippo Raguzzini. Bemerkenswert ist die Balustrade aus polychromen Marmor. Die Fresken an der Decke stammen von Carlo Roncalli: Tugenden (Glaube und Hoffnung), Engel und Putti, Die Herrlichkeit des Heiligen Geistes (1725). Das Altarbild von Paolo de Matteis: Madonna zeigt die Ikone mit dem Hl. Dominikus zwischen den Hl. Caterina und Magdalena (1723–1726). An der rechten Wand befindet sich eine weitere Papst-Grablege: das mächtige Grabmonument für Benedikt XIII. von Carlo Marchionni und Pietro Bracci (1768). An den Seiten der Statue des Papstes die Reinheit (Abb.) von Pietro Bracci (1700–1773) und die Religion von Bartolomeo Pincellotti. Von Carlo Marchionni stammt auch das Relief an der Vorderseite des Sarkophags mit der Darstellung der von Benedikt XIII. geleiteten Provinzialsynode im Lateran von 1725. Die Statuengruppe Madonna mit Kind, Johannes der Evangelist und Johannes der Täufer mit Kindern an der linken Wand aus Alabaster sind von Francesco Grassia (1670).

#### Cappella San Giacinto (27)
An der Seitenwand des nördlichen Querschiffs der Altar des Heiligen Hyazinth, von Andrea Cesi, 1580 in Auftrag gegeben und ursprünglich der Rosenkranzmadonna geweiht. Über dem Altar des polnischen Dominikanerheiligen das Altarbild Die Madonna erscheint dem Heiligen Hyazinth; ein Werk des Ottaviano Leoni (1598). Das Grabmonument (28) für Andrea Bregno wurde vermutlich 1506 von seinem Schüler Luigi Capponi entworfen und ausgeführt. Es ist eines der wenigen Künstler-Grabmale dieser Zeit. Stechzirkel und andere Werkzeuge neben der Inschrift weisen auf den Beruf des namhaften Renaissance-Bildhauers in Rom hin.

### Kapellen im rechten Seitenschiff

#### Baptisterium / Taufkapelle (4)
Die Kapelle war ursprünglich der Heiligen Krippe geweiht und stand unter dem Patronat der Familie Caffarelli. Den oktogonalen Raum, der von einem Kappengewölbe abgeschlossen wird, ließ Kardinal Scipione Borghese im 17. Jahrhundert umbauen. Die Restaurierung der Kapelle erfolgte 1724 nach Entwürfen von Filippo Raguzzini. Das heutige Aussehen erhielt der Raum erst 1848. Die Fresken an den Diagonalwänden der Kapelle zeigen die Symbole der vier Evangelisten. Im Zentrum des Raumes steht das Taufbecken, eine Marmorbasis aus dem 19. Jahrhundert mit einem Metalldeckel. An der Rückwand befindet sich das Ölgemälde Noli me tangere (Berühr mich nicht) von Marcello Venusti (circa 1573–79).
- Das Grabmal der Virginia Pucci Ridolfi (3), rechts vom Nebeneingang, ließ der florentinische Adelige Giovanni Francesco Ridolfi, der wegen seiner Verbindung zu den Strozzi Florenz verlassen musste, für seine Frau erbauen. Es stammt aus der Zeit 1540–1568 und wird dem französischen Künstler Nicolas Cordier zugeschrieben.

#### Cappella Caffarelli (5)
1489 ließ Prospero Caffarelli für seine Familie diese Kapelle anbauen; sie war ursprünglich dem Hl. Dominikus, später dem Heiligen Luis Beltrán geweiht. Durch Kardinal Scipione Borghese wurde sie mit Malereien und Stuckarbeiten ausgeschmückt. Die letzte Restaurierung der Kapelle erfolgte 1999. In der Kuppel ist das Fresko Episoden aus dem Leben des Hl. Dominikus von Gaspare Celio (1621) zu sehen. Am Altar das Ölgemälde Ekstase des Luis Beltrán stammt von Giovanni Battista Gaulli (1673). Das Fresko an der linken Wand: Christus nimmt den Hl. Dominikus auf von Gaspare Celio (1621).

#### Cappella Colonna (6)
Die Kapelle ist der Heiligen Dreifaltigkeit und dem Namen Gottes geweiht. Sie wurde in der Mitte des 15. Jahrhunderts vom Kardinal Ubaldo Mezzacavalli und von Sigismondo Teobaldi errichtet und später den Familien Colonna und Sciarra zugeteilt. Die Bruderschaft des Heiligen Namen Gottes, der auch der Hl. Ignatius von Loyola angehörte, hatte lange Zeit ihren Sitz in dieser Kapelle. Anlässlich der Heiligsprechung der Heiligen Rosa von Lima durch Papst Clemens X. 1671, wurde sie zur neuen Schutzheiligen erhoben und die Kapelle umstrukturiert. Wertvoller polychromer Marmor ziert seither die Wände, die Blumenmuster zeigen eine Rose – eine Anspielung auf die Heilige. Das Altargemälde von Lazzaro Baldi (1668) stellt die Heilige Rosa von Lima dar. Das Kruzifix auf dem Altar stammt aus dem Besitz der Heiligen. Ebenfalls von Lazzaro Baldi stammen die Fresken in der Kuppel Die Krönung der Hl. Rosa von Lima, die allegorischen Figuren in den Zwickeln, die Ölgemälde an den beiden Seitenwänden rechts Christus erscheint der Hl. Rosa von Lima und links Die Jungfrau erscheint der Hl. Rosa von Lima beim Rosenkranzgebet.

#### Cappella Gabrielli (7)
Die Kapelle ist dem Hl. Petrus von Verona geweiht. Sie wurde im 15. Jahrhundert vom Apostolischen Pronotar Falco Sinibaldi errichtet. Seit 1548 steht sie unter dem Patronat der Familie Gabrielli. Die Bogengewölbe des Eingangs und die Pfeiler sind mit Grisaille-Fresken von Girolamo Muziano verziert: Die Symbole der Evangelisten; Propheten; Szenen aus dem Leben Jesu und allegorische Szenen (1550). Die Fresken in den Lünetten Sybillen und Propheten und an der rechten und linken Wand Die Auferstehung und die Anbetung der Hirten stammen von Giovanni Battista Franco (circa 1550). Das Altarbild Martyrium des Hl. Petrus ist ein Werk des Bonaventura Lamberti gen. il Bolognese (1690–93). An die Cappella Gabrielli grenzt ein Raum (8) an, der früher als Durchgang zum Seitenportal verwendet wurde.

#### Cappella dell’Annunziata (9)

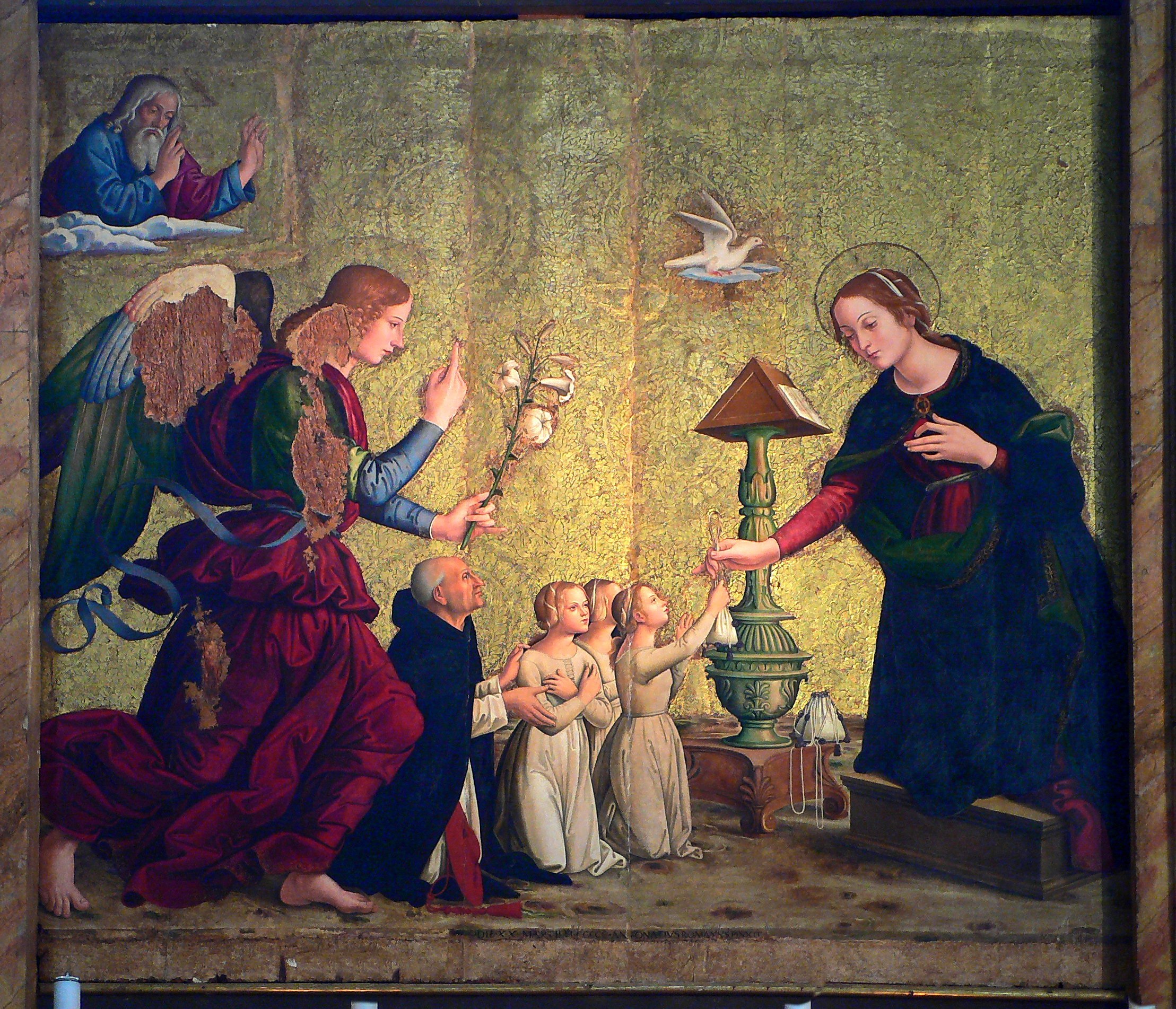
Cappella dell'Annunziata, Altarbild

Kardinal Juan de Torquemada ließ die Kapelle 1460 als Sitz der von ihm gegründeten Bruderschaft der Verkündigung erbauen, deren Zweck es war, mittellose Mädchen mit einer Aussteuer auszustatten. Sie ist dem Apostel Jakobus dem Älteren geweiht. Das Altarbild, Tempera auf Holz von Antoniazzo Romano Die Madonna Annunziata übergibt die Aussteuer den vom Kardinal Torquemada vorgestellten armen Mädchen nimmt Bezug auf die Bruderschaft. Das Bild ist eines der berühmtesten Werke des römischen Malers Antoniazzo Romano, ausgeführt ca. 1500, einige Jahre nach dem Tod des Kardinals. Die Fresken rechts und links vom Altar werden Niccolò Stabbia zugeschrieben: Der hl. Hyazint und der hl. Dominikus (16. Jahrhundert). Um 1600 wurde der Raum von Carlo Maderno im Barockstil umgestaltet. Die Fresken am Bogen, im Gewölbe und in den Lünetten stammen von Cesare Nebbia: Geschichten der Jungfrau, musizierende Engel und die Kindheit Jesu (1585 – 1614). Das Wandgrab des Stifters der Kapelle Kardinal Juan de Torquemada ist links vom Altar (gest. 1468) positioniert. An der linken Wand befindet sich eine weitere Grablege eines Papstes: das Grabmonument für Papst Urban VII. von Ambrogio Buonvicino (1613). Urban VII. war ein Wohltäter der Bruderschaft. Der Papst starb 1590 nach nur 12 Tagen seines Pontifikats und wurde 1606 in der Kapelle bestattet.

#### Cappella Aldobrandini (10)
Kardinal Matteo Orsini hatte diese Kapelle um 1340 erbauen lassen. Zeitweise war die Kirche die Hauskirche der Adelsfamilie der Orsini, da einige Familienmitglieder im Dominikanerorden führende Positionen einnahmen und die Familienbesitzungen nahe der Kirche zwischen Sant' Eustacchio und Monte Giordano lagen. 1587 ging das Patronat der Kapelle an die römische Adelsfamilie Aldobrandini über. Erst war die Kapelle der Hl. Katharina von Alexandrien, später dem Heiligen Sakrament geweiht. Nach der Wahl Ippolito Aldobrandinis zum Papst Clemens VIII. wurde Giacomo della Porta mit dem vollständigen Umbau beauftragt. Giacomo della Porta führte die Arbeiten bis zur Höhe des Simses durch, nach seinem Tod vollendete Carlo Maderno die Arbeiten. An der Decke und in den Zwickeln die Fresken von Cherubino Alberti Triumph des Kreuzes und Engel mit den Passionswerkzeugen (1605 – 1611). Das Altargemälde Einsetzung der Eucharistie stammt von Federico Barocci (1607). Die Marmorstatuen der Apostel Petrus und Paulus rechts und links vom Altar sowie die Marmorbüste des Kardinals Silvestro Aldobrandini sind Werke von Camillo Mariani (1600 – 1604). An der rechten Wand das Grabmonument für Lesa Deti, der Mutter Clemens VIII. von Nicolas Cordier nach Entwurf von Giacomo della Porta (1611) und das Fresko Der Prophet Ezechiel von Cherubino Alberti (1605 – 1611). Die Vorsicht und die Stärke in den Nischen sowie die Marmorstatue von Papstes Clemens VIII. stammen von Ippolito Buzi, die Marmorstatue Der Hl. Sebastian in der Nische an der rechten Wand von Nicolas Cordier (1604–05). Das Grabmonument für den Vater Clemens VIII., Silvestro Aldobrandini, nach Entwurf von Giacomo della Porta wurde von Nicolas Cordier (1611) ausgeführt. Das Fresko die Eriträische Sybille von Cherubino Alberti (1605–11) befindet sich an der linken Wand. Die Barmherzigkeit und die Religion in den Nischen stammen von Nicolas Cordier und Camillo Mariani. Das Wappen der Familie Aldobrandini krönt den Eingangsbogen zur Kapelle.

#### Cappella di Raimondo di Peñafort (11)
Die Kapelle wurde im Auftrag des Kardinals Juan Diego de Coca († 1477) gebaut und ursprünglich dem Apostel Paulus und Johannes dem Täufer geweiht, später dem Ordensmeister der Dominikaner und Heiligen Raimondo di Peñafort. Dessen Grabstein ist an dem Pilaster rechts am Eingang angebracht. Der Altar in polychromen, mit kostbaren Intarsien verzierten Marmor wurde 1727 neu geweiht. Das Altargemälde von Niccolò Magni d‘Artesia stellt den Apostel Paulus und den Hl. Raimondo di Peñafort dar (17. Jahrhundert). An der rechten Wand das Grabmonument für Kardinal Diego de Coca aus der Werkstatt von Andrea Bregno (ca. 1464). Das Fresko Christus als Richter zwischen zwei Engeln über dem Sarkophag wird Melozzo da Forlì zugeschrieben. Das Grabmonument für Bischof Benedetto Sopranzi an der linken Wand ist ebenfalls aus der Werkstatt des Andrea Bregno (1485).

### Kapellen im linken Seitenschiff

#### Cappella Pio V. (29)
Die Kapelle war ursprünglich dem Hl. Hieronymus geweiht. Sie befand sich im Patronat der Familien Porcari, Millini und schließlich Braschi. Um 1710 wurde sie dem Heiligen Papst Pius V. gewidmet und einer vollständigen Umgestaltung unterzogen. Pius V. war der Begründer der Heiligen Liga, die in der Seeschlacht von Lepanto 1571 die osmanische Flotte besiegte. Das Altarbild Pius V. erhebt das Kreuz über die besiegten Türken ist ein Werk des Andrea Procaccini (1710–1720). Die Gemälde an den Seitenwänden werden Lazzaro Baldi zugeschrieben: Ein Engel zeigt Pius V. die Seeschlacht von Lepanto (rechts) – es war 1672 während der Seligsprechungszeremonie in Sankt Peter als Standarte aufgezogen und Die Himmelaufnahme der Jungfrau (links, 1672–1699). An der linken Seite ist der Bischofsstuhl (Faldistorium) von Papst Pius V. ausgestellt.
Auf dem zweiten Pfeiler befindet sich das Grabdenkmal für Maria Raggi (30) von Gian Lorenzo Bernini. Maria Raggi (1552–1600) war eine dominikanische Nonne aus Chios. 1584 kam sie nach Rom, wo sie im Palazzo Marini nahe der Kirche Santa Maria sopra Minerva wohnte. Auf Grund ihres frommen Lebenswandels stand sie nach ihrem Tod knapp vor ihrer Heiligsprechung. Die Nonne ist in exstatischer Verzückung dargestellt. Die von Bernini hier verwendete ausdrucksvolle Darstellung ist eine absolute Neuerung in der Ikonographie.

#### Cappella Lante della Rovere (31)
Geweiht dem Apostel Jakobus dem Älteren wurde diese Kapelle von der Bruderschaft der Annunziata auf Grund einer testamentarischen Verfügung der Lucrezia Salviati (gest. 1561) errichtet. Im 19. Jahrhundert ging das Patronat auf die Familie Lante della Rovere über, die einen totalen Umbau veranlasste. Von der ursprünglichen Ausstattung der Kapelle verblieben nur der Altaraufbau und die Altartafel Der heilige Jakobus der Ältere (Öl auf Schiefer) von 1570 bis 1580 des Malers Marcello Venusti. An der rechten Wand das Grabmonument für Maria Colonna († 1840) mit einem Engel der Auferstehung und an der linken das Grabmonument für Carlotta und Livia Lante della Rovere beide von Pietro Tenerani (1869–70).
Das Grabmal für Ottaviano Ubaldino della Gherardesca (32) ist ein Werk aus der Römischen Schule (1622–1644). Die Putti, die die Girlanden halten, sind eines der ersten Werke des Bildhauers Giuliano Finelli, eines Mitarbeiters von Gian Lorenzo Bernini. Das Mosaik mit dem Bildnis des Verstorbenen von Giovan Battista Calandra wurde 1644 eingefügt.

#### Kanzel (33)
Die geschnitzten Holzreliefs vom Ende des 15. Jahrhunderts zeigen den Hl. Dominikus, den Hl. Thomas von Aquin, den Rosenkranz und das Martyrium des Hl. Pietro da Verona.

#### Cappella Giustiniani (34)

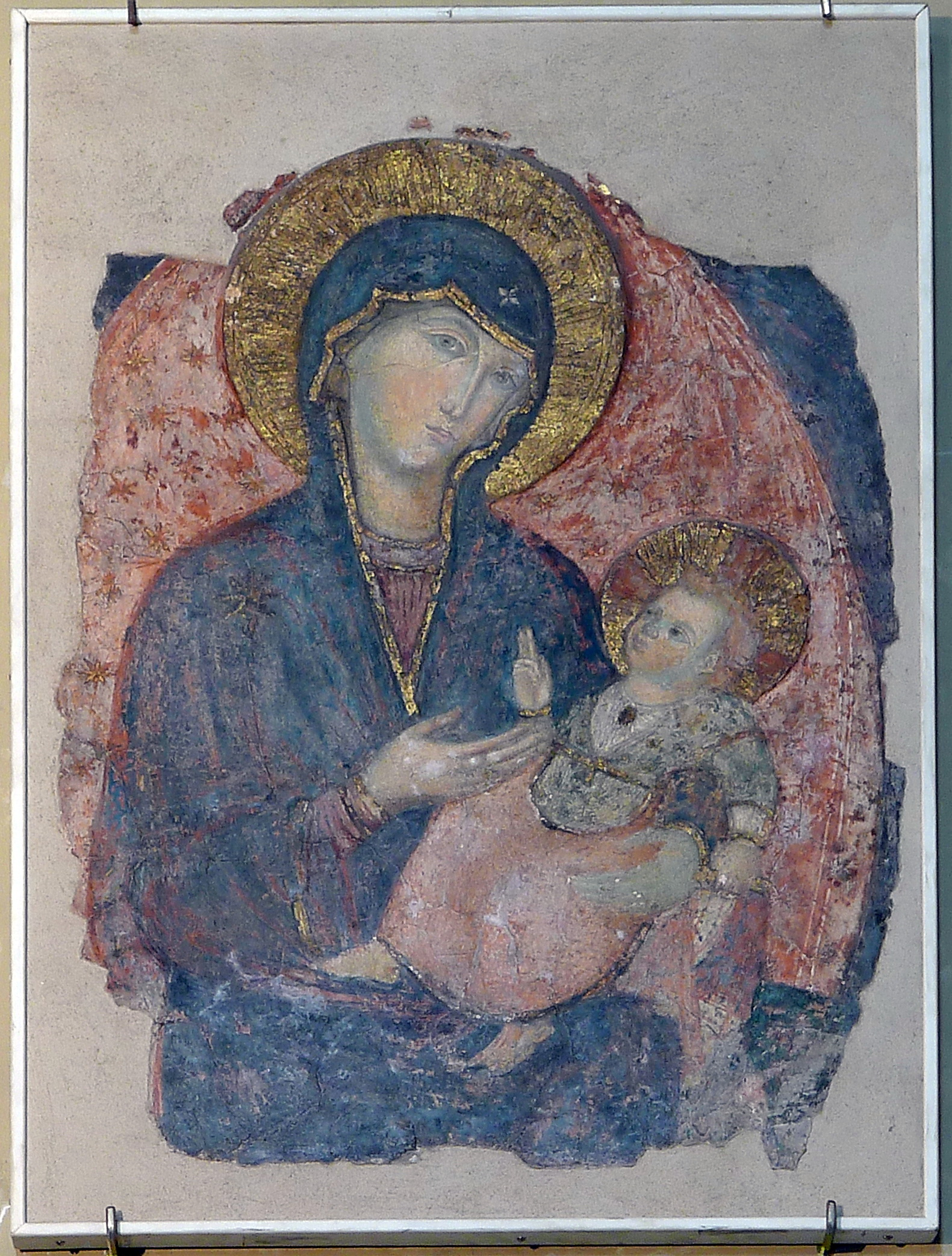
Madonna zugeschrieben Duccio di Buoninsegna

Die Kapelle ist dem Heiligen Vinzenz Ferrer geweiht. Sie wurde bald nach 1570 auf Veranlassung von Kardinal Vincenzo Giustiniani, dem Generaloberen der Dominikaner, erbaut. Über dem Altar zeigt das Ölgemälde Den Hl. Vinzenz Ferrer am Konzil von Konstanz von Bernardo Castello (ca. 1584). Links das Grabmonument für Kardinal Vincenzo Giustiniani aus polychromen Marmor und rechts das Grabmonument für Giuseppe Giustiniani aus gleichen Marmor, geschaffen von der Römischen Schule um 1600. An der Hinterwand ist das Fragment eines Freskos Madonna mit Kind erhalten. Es wird der Schule des Duccio di Buoninsegna zugeschrieben. Die sehr realistische Porträtbüste des Grabdenkmal für Giovanni Vigevano (35) ist ein Werk des Gian Lorenzo Bernini (1617–1618).

#### Cappella Grazioli (36)
Diese Kapelle stand erst unter dem Patronat der Adelsfamilie Maffei aus Verona. Der 1570 zum Kardinal erhobene Marcantonio Maffei weihte sie dem Hl. Sebastian. 1596 wurde sie von der Bruderschaft des Heiligen Erlösers übernommen und nach dieser umbenannt. Seit dem 19. Jahrhundert hat die Familie Grazioli Lante della Rovere das Patronat inne. Das kleine Altarbild, ein Temperagemälde Jesus Christus erinnert an den Malstil des Perugino (1490–1510). Über dem Altar in der Lünette das Bild Die Anbetung der Hirten; Römische Schule (1590–1610). An den Seiten des Altars zwei Marmorstatuen rechts der Heilige Sebastian zugeschriebene Michele Marini (um 1500) und links der Heilige Johannes der Täufer von Ambrogio Buonvicino (1602–1603). An den Seitenwänden das Grabmonument für den Humanisten Agostino Maffei (rechts) sowie das Grabmonument für Benedetto Maffei (links) – beide aus der Werkstatt um Andrea Bregno, Mino da Fiesole und Luigi Capponi (1494 bzw. 1496).

#### Cappella Naro (37)
In der 2. Hälfte des 15. Jahrhunderts vom florentinischen Kaufmann Giovanni Tornabuoni gestiftet, wurde sie 1588 der Familie Naro übertragen und völlig umgestaltet. Sie ist Johannes dem Täufer geweiht. Das Altarbild Der Heilige Johannes und die Fresken in der Kuppel, in den Zwickeln und an der Stirnwand Vier Propheten zwischen Engeln, Vier Evangelisten und die Predigt des Täufers sind Werke von Francesco Nappi (um 1600). An der rechten und linken Kapellenwand befinden sich in Nischenräumen die Grabmäler der Familie Naro. Rechts das altarartige Grab des Giovanni Battista Naro († 1644) und links das Grabmonument des Kardinal Gregorio Naro († 1634), das dem Gian Lorenzo Bernini zugeschrieben wird. In runden Nischen die Büsten weiterer Mitglieder der Familie Naro. Das aus polychromen Marmor gefertigte Grabdenkmal für Raffaele Fabretti (38), einem römischen Patrizier, den Papst Alexander VIII. zum Kanonikus von St. Peter und Präfekten des Archivs der Moles Hadriana (Engelsburg) ernannt hatte, stammt von Camillo Rusconi.

#### Cappella del Sacro Cuore (39)

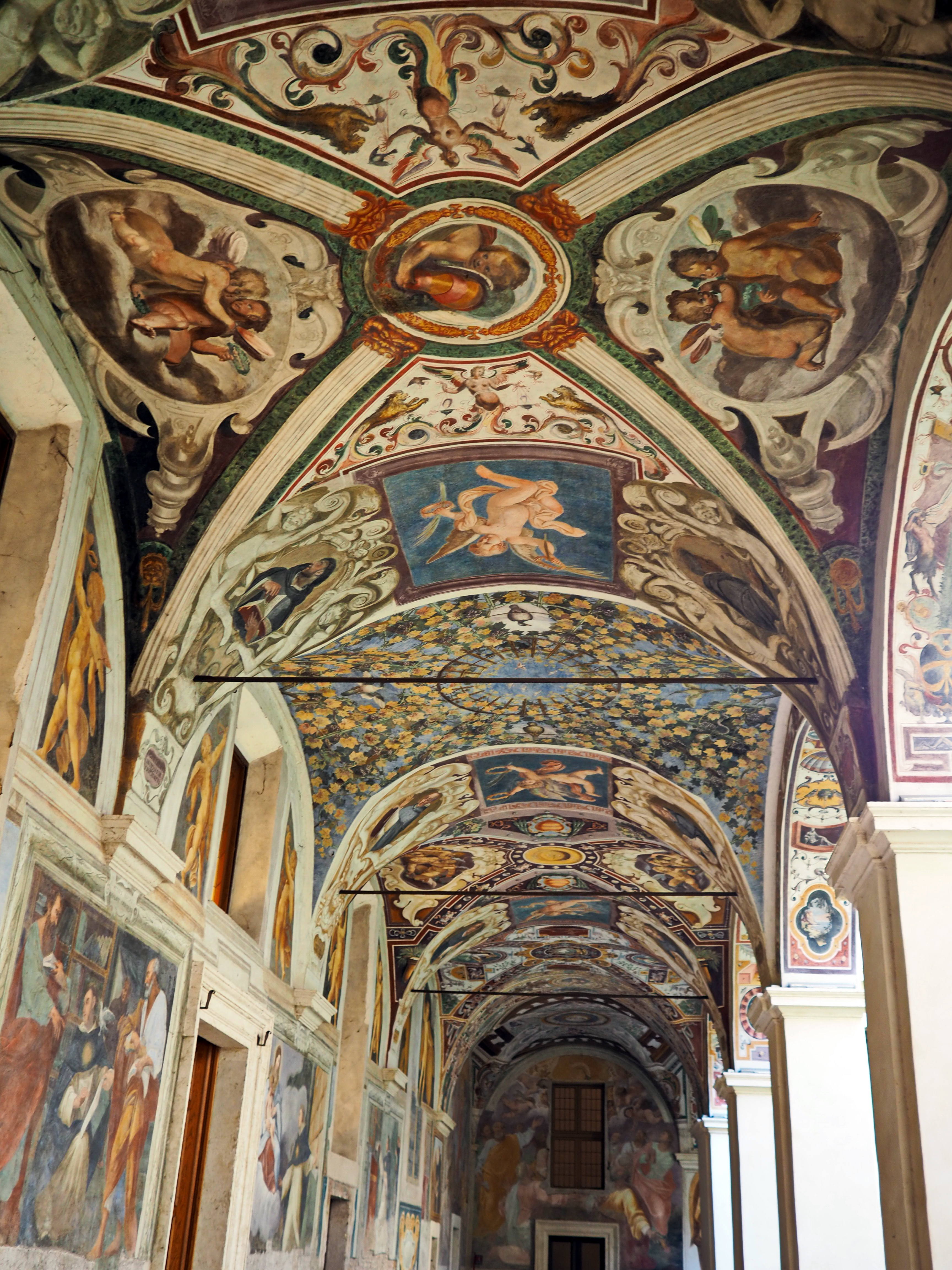
Kreuzgang Deckenfresken

Die erste Kapelle im linken Seitenschiff wurde 1548 vom Herzog Visconti di Modrone der Himmelaufnahme Mariens geweiht. Der spätere Patron Vincenzo Maccarani widmete sie der Auferstehung, bis sie der Heiligen Maria Magdalena und schließlich dem Heiligen Herzen geweiht wurde. Das Altargemälde Christus zwischen der Hl. Caterina da Siena und der Hl. Margareta Maria Alacoque stammt von Corrado Mezzana (1922). Das Grabmal für Vincenzo Maccarani (rechts) entstammt der Römischen Schule (1577); an der linken Seitenwand die Marmorbüste des Girolamo Buttigella von Jacopo Sansovino (1515).
Grabmal für Francesco Tornabuoni (40) von Mino da Fiesole (1480)
Grabmonument für Kardinal Giacomo Tebaldi von Andrea Bregno und Giovanni Dalmata (1466)
Grabmonument für Botschafter Diodisalvi Neroni (2) Werkstatt Andrea Bregno (1482). Diotisalvi Neroni war ein florentinischer Adeliger und Diplomat, der wegen seiner Teilnahme an der Verschwörung gegen Piero de Medici aus Florenz flüchten musste.

## Konvent
Das Klostergebäude wurde ca. 1280–1330 erbaut, um 1559 erneuert und 1656 zu einem großen Gebäudekomplex erweitert. Die detaillierte Baugeschichte anhand von Ursprungsquellen ist nur noch schwer zu rekonstruieren, da das Archiv des Klosters zur Zeit Napoleons aufgelöst wurde. Teile davon sind im Generalarchiv des Dominikaner-Ordens Santa Sabina, im Archivio Segreto Vaticano und im römischen Staatsarchiv wiederentdeckt worden, jedoch nicht erforscht. Der Gebäudekomplex, der Kirche und Kloster umfasst, ist bis heute unter dem Namen insula sapientiae (lat. Insel der Weisheit) bekannt. Das Kloster war Sitz der Römischen Inquisition. In dem heutigen Sala Galileiana fanden die wöchentlichen Sitzungen statt. Der Saal der Päpste diente für den offiziellen Empfang des Papstes anlässlich eines Besuches. Vom Saal der Päpste gelangt man in den Kreuzgang. Der Kreuzgang des Dominikanerklosters in seiner heutigen Form wurde zuletzt 1559 – 1566 vom Architekten Giudetto Giudetti umgebaut. Die Freskomalereien stammen von den Künstlern Giovanni Antonio Lelli, Giuseppe Puglia del Bastaro, Gianluigi Valesio, Giovanni Battista Ruggieri und Francesco Nappi. An den Wänden befinden sich die Grabmonumente für die Kardinäle Pietro Ferrici di Tarragona († 1478) aus der Schule des Andrea Bregno und Kardinal Astorgio Agnesi († 1451) von Mino da Fiesole. Nach der Annexion des Kirchenstaates durch das Königreich Italien 1870 wurde das Kloster verstaatlicht. 1930 erhielten die Dominikaner den Kreuzgang und die umgebenden Gebäude zurück. Der östliche Flügel beherbergt heute die Bibliothek des italienischen Senats.

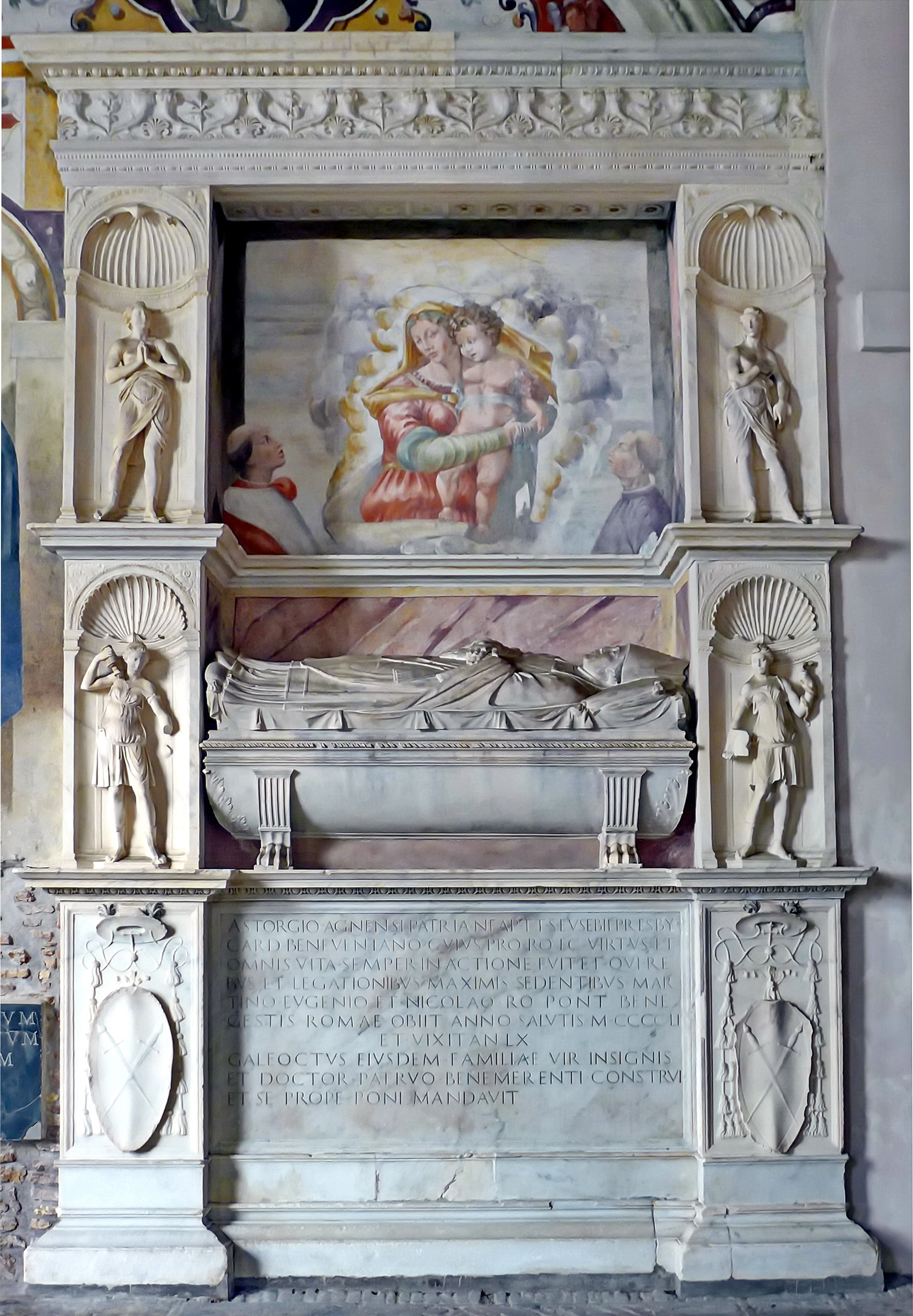
Mino da Fiesole - Grabmal für Kardinal Astorgio Agnesi
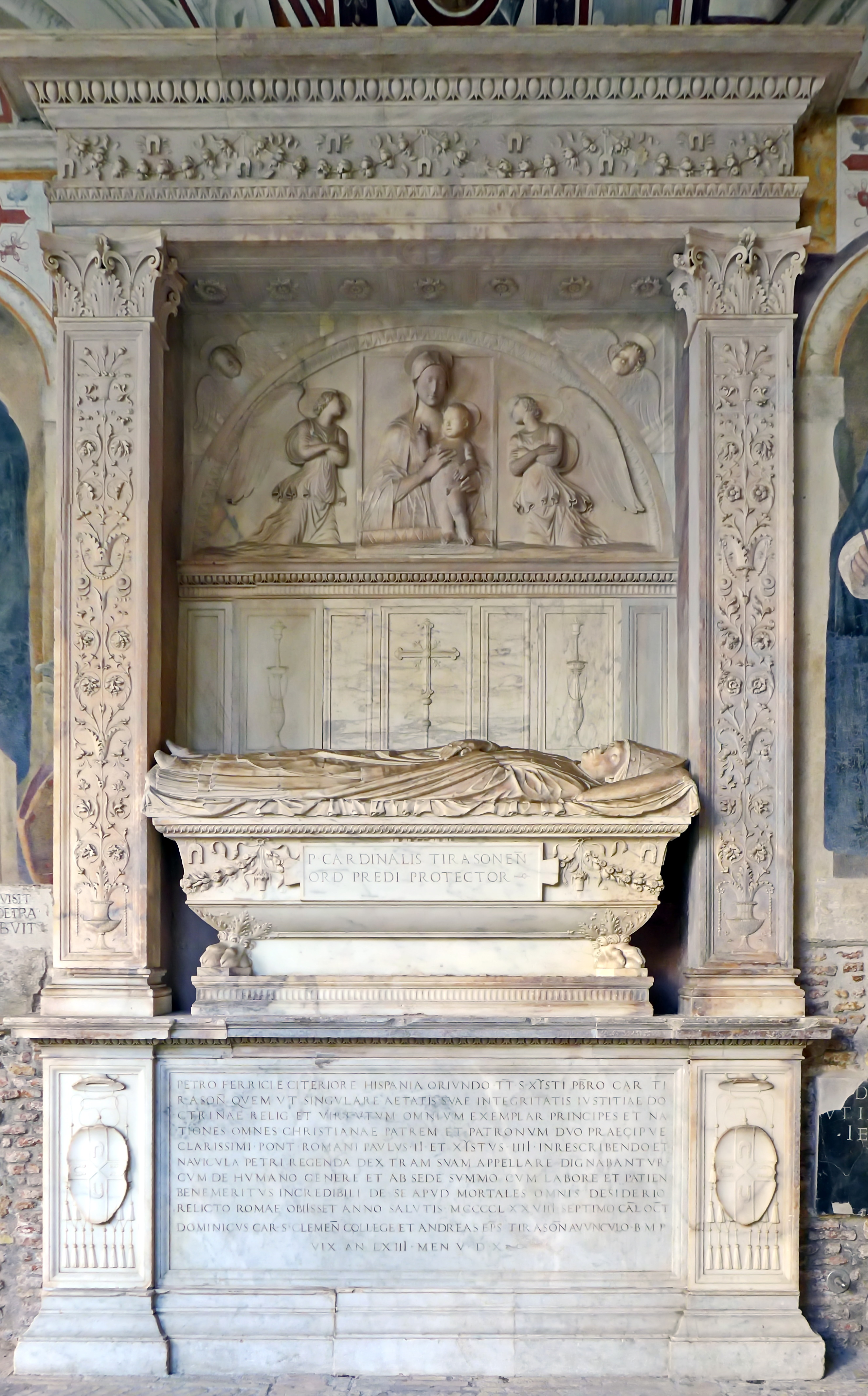
Andrea Bregno - Grabmal für Kardinal Pietro Ferrici